# Candeleda
Candeleda es un municipio y localidad española de la provincia de Ávila, en la comunidad autónoma de Castilla y León. Con una población de 5001 habitantes (INE 2023), es el quinto municipio de la provincia por población después de Ávila, Arévalo, Arenas de San Pedro y Las Navas del Marqués. Es también, con 213,91 km², el segundo municipio de la provincia por extensión, tras la capital. Candeleda está situada en la ladera sur de la sierra de Gredos, a 432 metros sobre el nivel del mar, por lo que tiene un microclima con un rango térmico mediterráneo de inviernos suaves y veranos calurosos, con temperaturas medias en verano de 26 °C. El municipio cuenta con los núcleos de población de Candeleda y El Raso, el segundo una pedanía. Judicialmente pertenece al partido de Arenas de San Pedro, el número 2 de la provincia, cuya cabeza es la homónima localidad vecina.

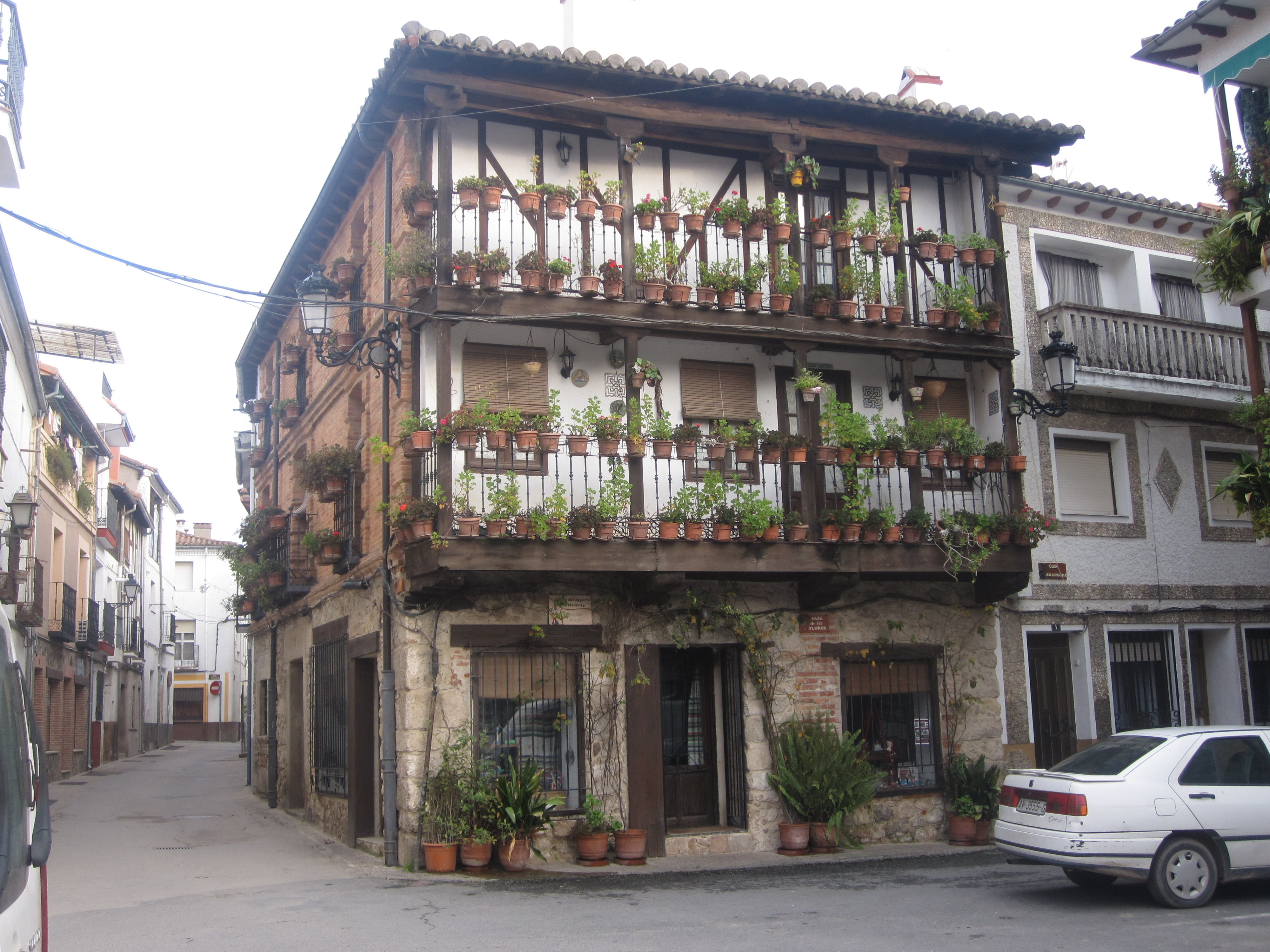
Casa de las Flores, hogar del Museo del Juguete de Hojalata

De origen medieval, la localidad recibió el título de villa de Enrique III en el año 1393. Candeleda está relacionada, en su economía y su cultura, con el valle del Tiétar, en Castilla y León; con la comarca de La Vera, en Extremadura; así como con la Campana de Oropesa y la ciudad de Talavera de la Reina, en Castilla-La Mancha. Las fiestas y romerías en honor a la patrona del pueblo, la Virgen de Chilla, se celebran el segundo domingo de septiembre, aunque también forman parten de la tradición local las Fiestas de la Vela, que tienen lugar la siguiente semana.

### Gastronomía

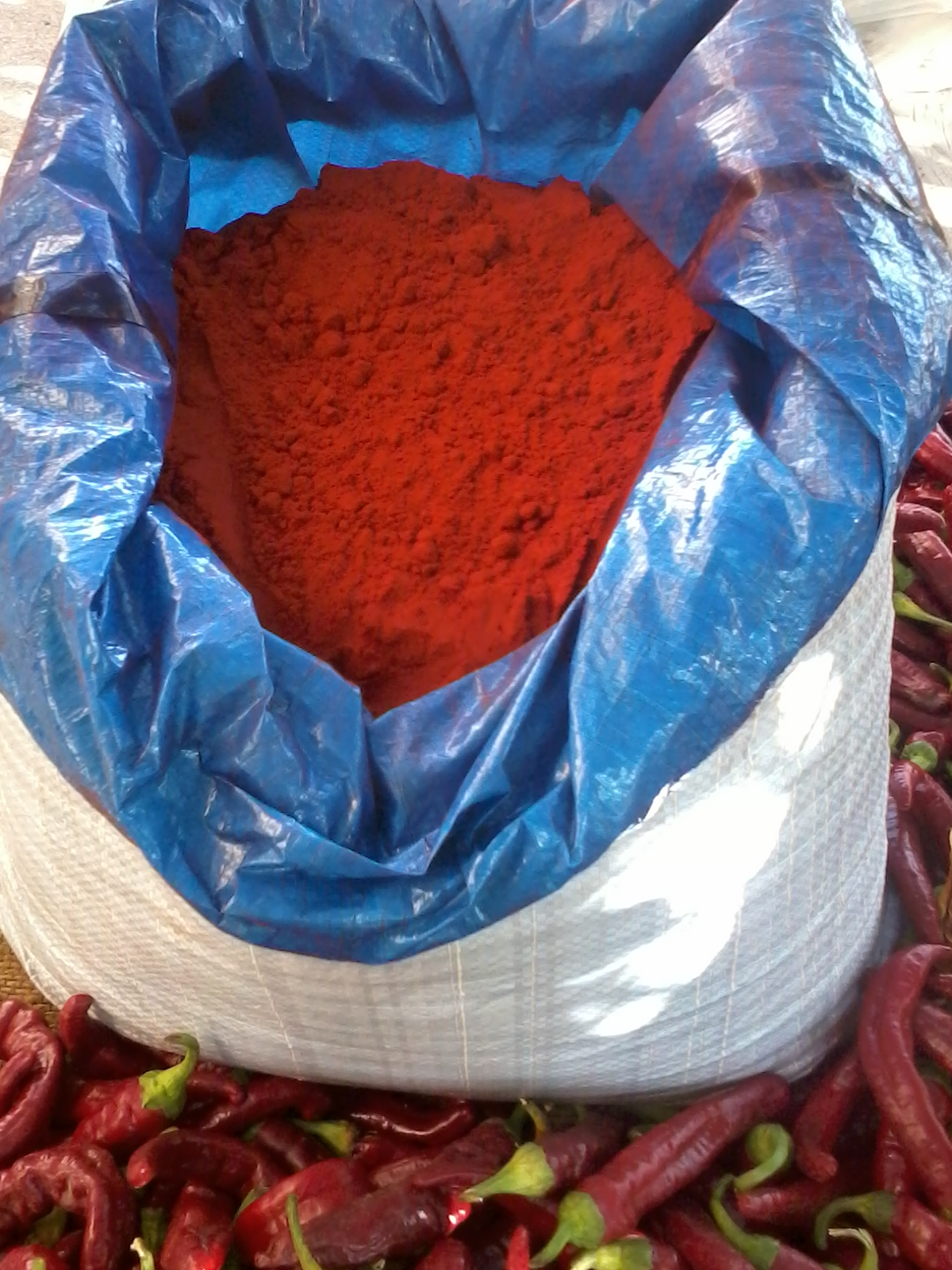
Pimentón de Candeleda

## Símbolos
El blasón que define la representación heráldica oficial del escudo del municipio, aprobado por decreto el 24 de septiembre de 1994, es el siguiente:

Escudo de forma española, cortado y medio partido. Primero de Dávalos, sobre campo de azur un castillo de oro, donjonado, almenado, mamposteado de sable y aclarado en gules, con bordura componada de plata y gules. Segundo, de Estuñiga, que es de plata, banda de sable resaltada de una cadena de oro puesta en orla. Tercero, en azur, una ermita de plata con un roble al natural, terrazados en sinople. Al timbre, Corona Real de España.
Boletín Oficial de Castilla y León nº 202 de 19 de octubre de 1994

Y la descripción vexilológica de la bandera es la siguiente:

Bandera cuadrada de proporción 1x1, de color carmesí, y en su centro el escudo municipal en sus colores.
Boletín Oficial de Castilla y León nº 202 de 19 de octubre de 1994

En la fachada de la antigua casa consistorial se encontraba un escudo heráldico de la villa en piedra, que en el campo presentaba un árbol, acompañado en el cantón diestro de un oso erguido y en el siniestro de una construcción; y en la orla dos jabalíes en la siniestra y en la diestra dos caracolas (o jabalíes sin finalizar). Desde 2012 el relieve tallado de piedra se conserva en el Museo Histórico Municipal de Candeleda.

## Toponimia
La teoría más aceptada sobre el origen del topónimo es aquella que afirma que la combinación de la forma latina Candela —no en el sentido de luz o vela, sino en el del flor de los castaños, alcornoques o encinas presentes en el municipio— junto al sufijo –etum, que denota abundancia. El gentilicio de los habitantes es candeledano/a.

## Geografía

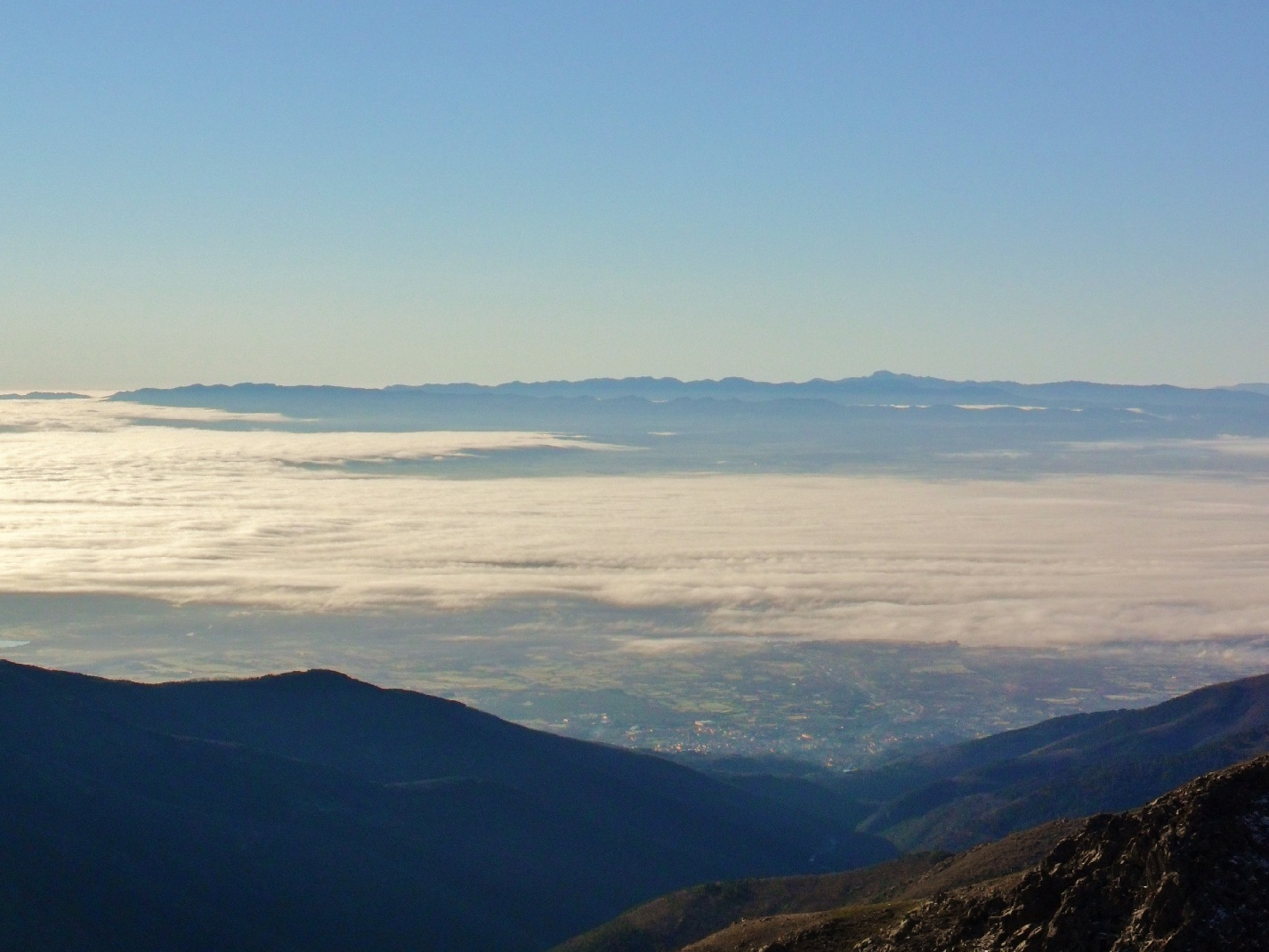
Nieblas en el valle del Tiétar

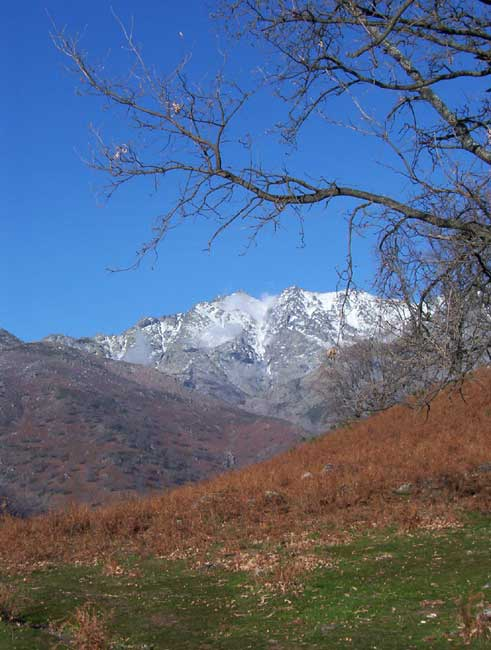
La sierra de Gredos vista desde Candeleda

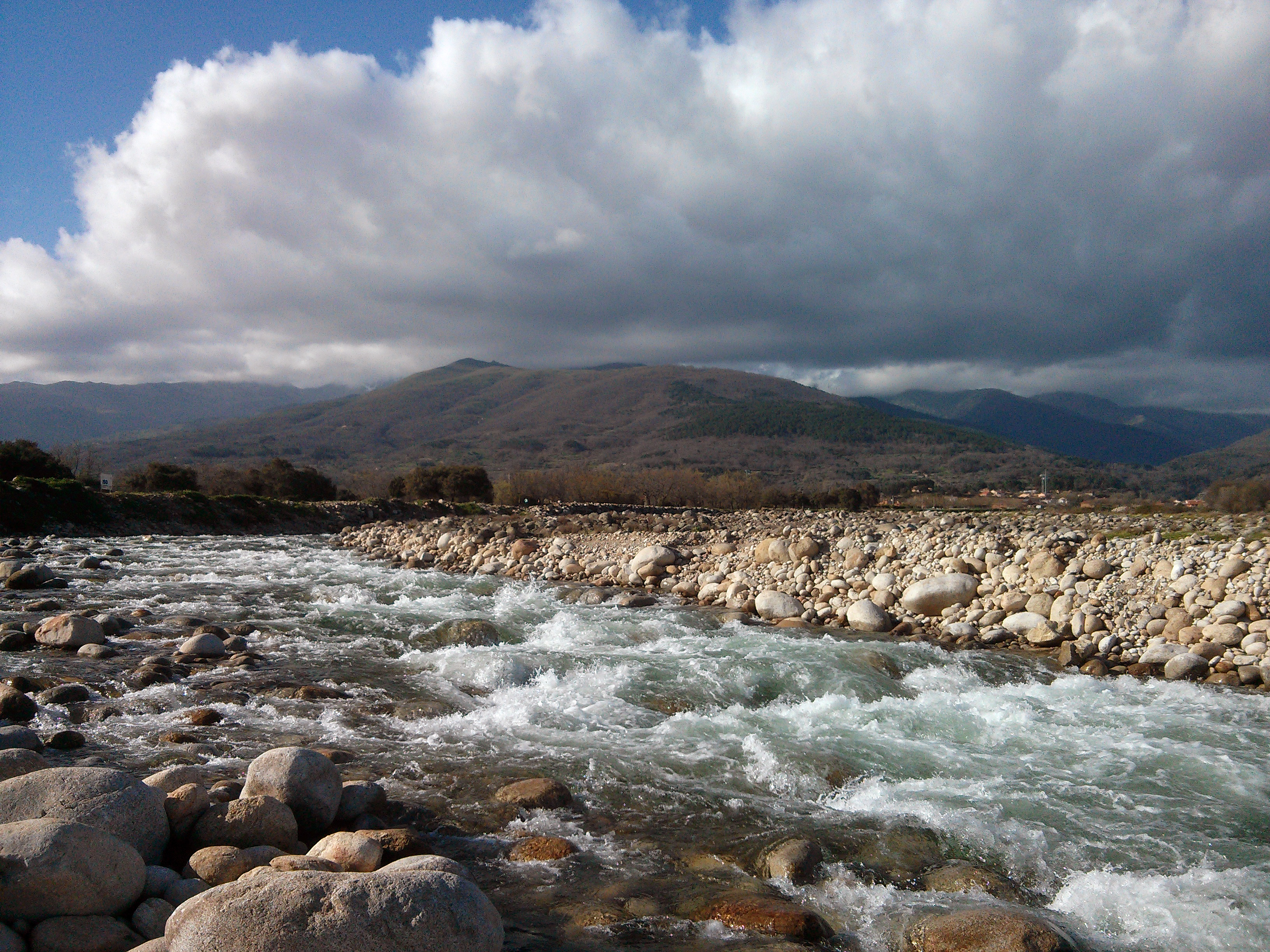
Garganta de Santa María

El municipio de Candeleda está situado en el suroeste de la sierra de Gredos y de la provincia de Ávila, haciendo frontera con las provincias de Cáceres (Extremadura) y de Toledo (Castilla-La Mancha). Candeleda es el municipio situado más al sur de toda Castilla y León.
Se encuentra a 101 km de la capital provincial y otros núcleos importantes cercanos a la localidad son Talavera de la Reina (Toledo) y Plasencia (Cáceres), a 61 y 120 km de distancia respectivamente. 
Dentro del municipio se localiza la línea de cumbres del sur del circo de Gredos, entre las que se encuentran el pico del Gutre, el Almanzor —la cima más alta del Sistema Central— o el peñón del Casquerazo. La altitud del término municipal —que se halla representado en las hojas 577, 600 y en mucha menor medida 601 del Mapa Topográfico Nacional— oscila entre los 252 m del punto más bajo del embalse de Rosarito y los 2592 m del Pico Almanzor.
| Noroeste: Bohoyo                     | Norte: Zapardiel de la Ribera y Navalperal de Tormes                       | Noreste: San Juan de Gredos y Arenas de San Pedro |
| Oeste: Madrigal de la Vera (Cáceres) |                                                                            | Este: Arenas de San Pedro                         |
| Suroeste: Oropesa (Toledo)           | Sur: Oropesa (Toledo), La Calzada de Oropesa (Toledo) y Lagartera (Toledo) | Sureste: Oropesa (Toledo) y Arenas de San Pedro   |

### Hidrografía
Por el extremo sur del municipio, en la frontera con la provincia de Toledo, tiene su curso el río Tiétar. Distintos afluentes —la Garganta de Santa María, la Garganta de Chilla y la Garganta de Alardos— nacen en la sierra de Gredos y descienden perpendicularmente tanto a la línea de cumbres como al Tiétar y se unen rápidamente a este último al final de su curso.
El embalse de Rosarito, a caballo entre las provincias de Ávila y de Toledo, represa el agua del Tiétar antes de entrar en Extremadura. Esta presa de gravedad, que se usa tanto como para abastecimiento, fines recreativos y energía hidroeléctrica, tiene 82 hm³ de capacidad y una superficie de 1475 ha.

### Clima
La altitud media tan dispar del municipio da lugar a diferentes zonas climáticas en función, esencialmente, de la altura. Las cimas de la sierra central de Gredos, con el Almanzor a la cabeza, tienen un clima mediterráneo Dsb en la clasificación climática de Köppen, mientras que la localidad y los terrenos menos elevados tienen un clima con un régimen térmico mediterráneo de inviernos suaves y veranos muy calurosos, con medias en julio de más de 26 °C. El clima del núcleo urbano principal se clasifica como Csa (templado con verano seco y caluroso). Las precipitaciones son muy elevadas, influidas por la posición geográfica de Candeleda al sur de la sierra de Gredos. Al igual que el resto de climas mediterráneos, la localidad presenta durante el verano una estación seca, que abarca los meses de julio y agosto. La clasificación según los datos de la tabla a continuación corresponde a la de un clima Csa.
| Parámetros climáticos promedio de Candeleda en el periodo 1961-1987 | Parámetros climáticos promedio de Candeleda en el periodo 1961-1987 | Parámetros climáticos promedio de Candeleda en el periodo 1961-1987 | Parámetros climáticos promedio de Candeleda en el periodo 1961-1987 | Parámetros climáticos promedio de Candeleda en el periodo 1961-1987 | Parámetros climáticos promedio de Candeleda en el periodo 1961-1987 | Parámetros climáticos promedio de Candeleda en el periodo 1961-1987 | Parámetros climáticos promedio de Candeleda en el periodo 1961-1987 | Parámetros climáticos promedio de Candeleda en el periodo 1961-1987 | Parámetros climáticos promedio de Candeleda en el periodo 1961-1987 | Parámetros climáticos promedio de Candeleda en el periodo 1961-1987 | Parámetros climáticos promedio de Candeleda en el periodo 1961-1987 | Parámetros climáticos promedio de Candeleda en el periodo 1961-1987 | Parámetros climáticos promedio de Candeleda en el periodo 1961-1987 |
| Mes | Ene.                                                                | Feb.                                                                | Mar.                                                                | Abr.                                                                | May.                                                                | Jun.                                                                | Jul.                                                                | Ago.                                                                | Sep.                                                                | Oct.                                                                | Nov.                                                                | Dic.                                                                | Anual                                                               |
| --- | ------------------------------------------------------------------- | ------------------------------------------------------------------- | ------------------------------------------------------------------- | ------------------------------------------------------------------- | ------------------------------------------------------------------- | ------------------------------------------------------------------- | ------------------------------------------------------------------- | ------------------------------------------------------------------- | ------------------------------------------------------------------- | ------------------------------------------------------------------- | ------------------------------------------------------------------- | ------------------------------------------------------------------- | ------------------------------------------------------------------- |
| Temp. media (°C) | 7.9                                                                 | 9.2                                                                 | 11.8                                                                | 14.3                                                                | 18.0                                                                | 22.9                                                                | 26.4                                                                | 25.9                                                                | 23.5                                                                | 17.5                                                                | 11.5                                                                | 7.9                                                                 | 16.4                                                                |
| Precipitación total (mm) | 157.7                                                               | 151.1                                                               | 75.9                                                                | 87.9                                                                | 84.6                                                                | 37.9                                                                | 10.4                                                                | 12.5                                                                | 41.4                                                                | 100.2                                                               | 127.4                                                               | 169.1                                                               | 1056.1                                                              |
| Fuente: Ministerio de Agricultura, Alimentación y Medio Ambiente. Datos de precipitación para el periodo 1967-1987 y de temperatura para el periodo 1961-1987 en Candeleda 15 de marzo de 2012 |                                                                     |                                                                     |                                                                     |                                                                     |                                                                     |                                                                     |                                                                     |                                                                     |                                                                     |                                                                     |                                                                     |                                                                     |                                                                     |

### Flora y fauna

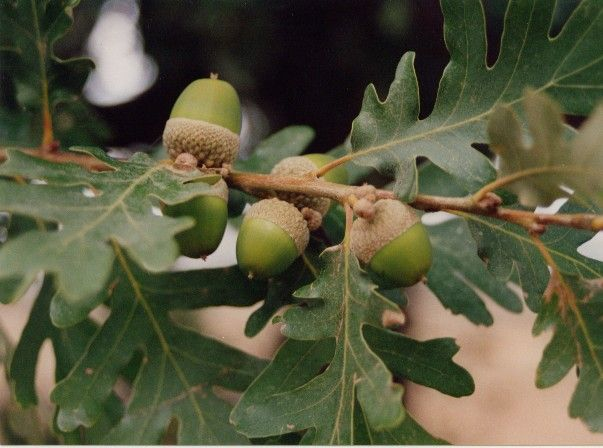
Hojas y bellotas de roble rebollo

Una parte del término municipal de Candeleda está incluida dentro del parque regional de la Sierra de Gredos. Los diferentes pisos bioclimáticos del municipio permiten una gran variabilidad de vegetación. En el piso medio abundan los castaños y los robles rebollos, además del pino rodeno mientras que la encina y el alcornoque ocupan los pisos más bajos. Las tierras más llanas son las más apropiadas para el aprovechamiento agrícola. En la zonas húmedas junto a la garganta de Santa María existen poblaciones relictas de Prunus lusitanica, el llamado lauroceraso de Portugal o loro.

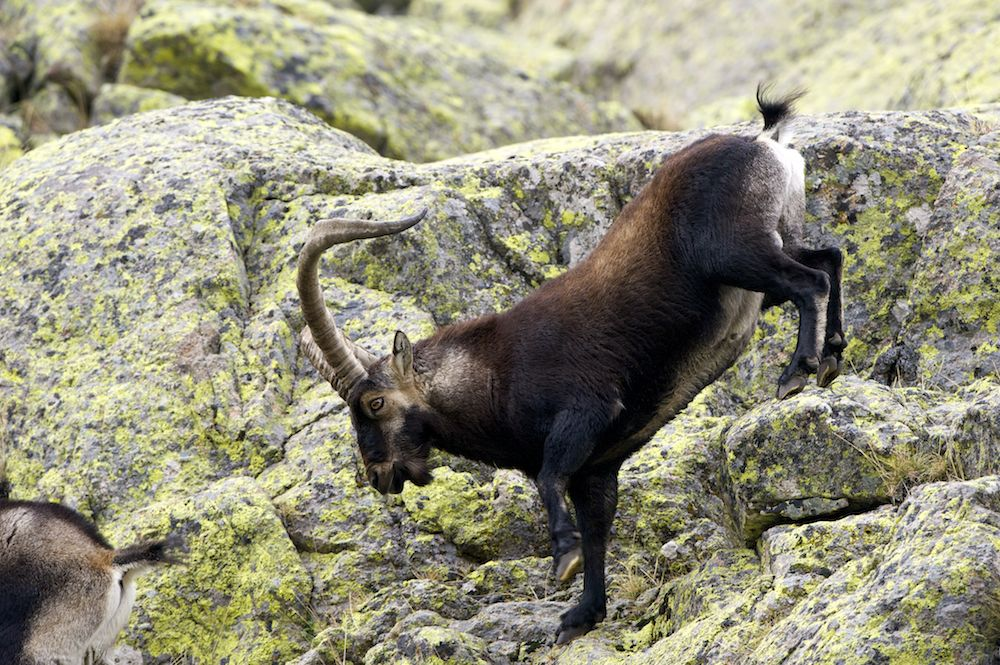
Ejemplar macho de cabra montés en la sierra de Gredos

El parque regional de la Sierra de Gredos cuenta con endemismos locales como la salamandra del Almanzor, el sapo de Gredos, el topillo nival abulense y la cabra montés de Gredos. El resto de la fauna incluye especies de aves como el águila imperial y la cigüeña negra (ambas en peligro de extinción) además del alimoche, el buitre negro, el colirrojo tizón, el acentor alpino, el águila culebrera o el buitre leonado; reptiles como el galápago europeo, la víbora hocicuda, el lagarto verdinegro; anfibios como el sapo partero y la rana de San Antonio; mamíferos como la musaraña española, la nutria o el gato montés; y peces como el barbo ibérico, el barbo comiza o la pardilla.
Fuera del parque, en el límite sur del municipio fronterizo con la provincia de Toledo, el embalse de Rosarito constituye un importante núcleo de invernada de la grulla común —el tercero más importante de España— con una población en 2007 de 6912 grullas.

### Comunicaciones
Red de carreteras
La carretera de mayor importancia dentro del término municipal es la carretera de primer nivel de la red autonómica de Castilla y León denominada como CL-501. La vía general, que también tiene bajo la nomenclatura «M-501» recorrido por la comunidad de Madrid, comunica a Candeleda con la capital del estado. Otras carreteras de la red autonómica de segundo nivel son la AV-923 y la AV-924.
| Numeración | Nombre                                   | Itinerario | Datos |
| ---------- | ---------------------------------------- | --- | ----- |
| CL-501     | Carretera de los Pantanos / Comarcal 501 | Frontera con la Comunidad de Madrid (intersección con la M-501 ) – Sotillo de la Adrada – Arenas de San Pedro – Candeleda - Frontera con Cáceres (intersección con la EX-203 ) |       |
| AV-923     | Carretera a Oropesa                      | Candeleda – Frontera con Toledo ( CM-5150 ) |       |
| AV-924     | Carretera a Arenas de San Pedro          | Candeleda – Poyales del Hoyo – Arenas de San Pedro |       |

Aeropuertos y ferrocarriles
El municipio no cuenta con ningún aeropuerto. La ruta más corta en tiempo al aeropuerto internacional de Madrid-Barajas tienen un recorrido de 197 km por carretera. Candeleda tampoco dispone de ninguna vía férrea.

## Historia

### Prehistoria y Edad Antigua

Extensión del territorio habitado por los vetones en el oeste de la península ibérica

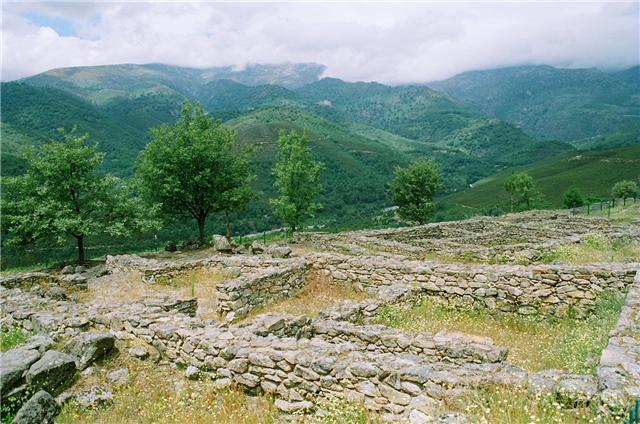
Castro del Raso

Dentro del término municipal se han hallado pinturas rupestres en el Risco de la Zorrera, descubiertas en 1986 por Rufino Galán, el entonces guarda del castro del Raso. En ellas se distinguen una figura humana y distintos ungulados, en tonos rojizos y violáceos. Durante el período prerromano el impacto humano en la sierra y el valle era muy limitado. La zona de alta montaña está cubierta de poblaciones de pino albar y laricio, el fondo de los valles de alcornoques y pinos resineros y por encima de estos proliferarían formaciones de roble. Los vetones —uno de los pueblos de cultura celta que pobló parte de las actuales provincias de Salamanca, Ávila, Cáceres y Toledo— explotaron con cierta intensidad el medio, transformando bosques en pastos, pero siempre limitándose a la parte baja de los valles.
En los alrededores de Candeleda se encuentra el yacimiento arqueológico del Castro del Raso, un importante poblado vetón. Con la llegada de los romanos, los vetones se vieron sometidos por esta civilización —abandonaron los castros fortificados y descendieron a los valles— tuvieron entonces que asimilar los usos, costumbres y cultura del Imperio, poniéndose fin así a la cultura vetona. La zona del valle del Tiétar y la sierra de Gredos fueron territorios donde no se dio una romanización muy intensa, a causa de su condición de «zona de paso» —; y además esta se concentró principalmente en torno a la calzada que cruzaba el Puerto del Pico. Sin embargo se han hallado algunos restos de la época romana en la localidad, entre los que se incluyen los encontrados en Postoloboso.

### Edad Media
Los visigodos se establecieron en la zona del valle del Tiétar tras el fin de la dominación romana de la península; la ermita de Postoloboso, cerca del Castro, presenta elementos y estilo de construcción visigoda post romana.

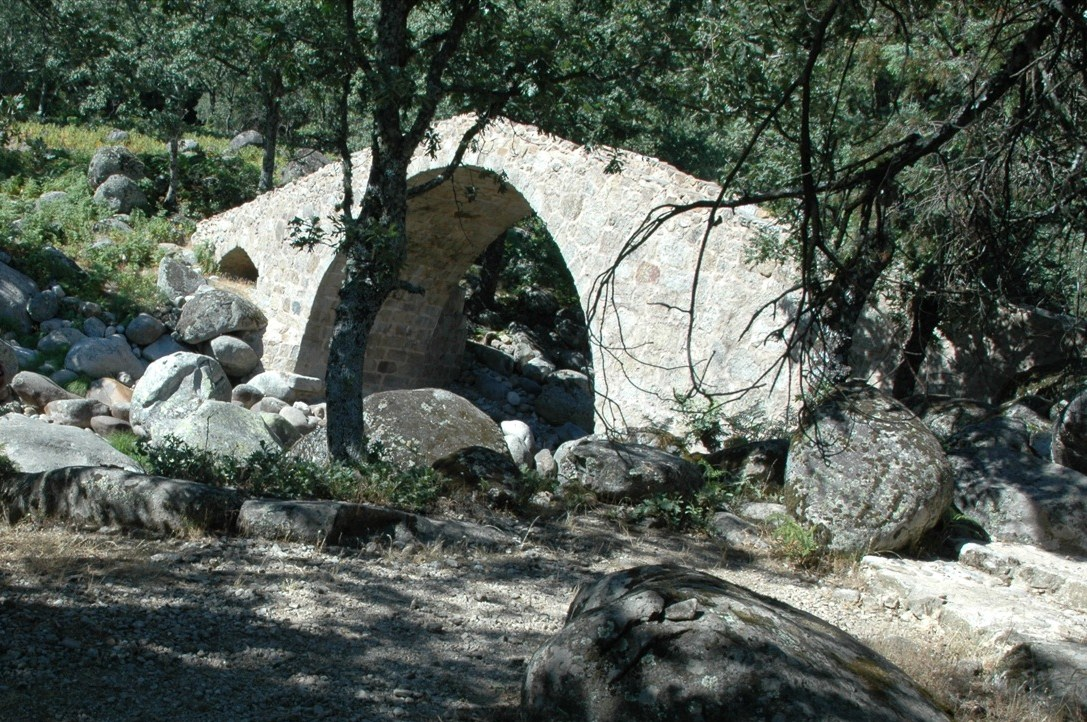
Puente del Puerto

A pesar de la cercanía de los pueblos del valle del Tiétar a una ciudad musulmana relativamente importante como Talavera (Talabira), no hay apenas menciones y referencias a la orilla norte del río, aunque se han hallado en la zona algunas monedas musulmanas. Es pues un periodo histórico oscuro para el valle del Tiétar. Hasta la conquista de Toledo en 1085 y la caída de la taifa homónima el valle del Tiétar perteneció al distrito islámico de Talavera dentro de la Marca Media de al-Ándalus, conformando el Sistema Central una frontera natural que se mantuvo durante cierto tiempo entre los reinos cristianos y musulmanes después de la desintegración del califato en el año 1031. Esta tierra de nadie, fronteriza y escasamente poblada, se mantuvo sin embargo relativamente ajena a operaciones de saqueo y razzia tanto por el poder musulmán como por los reinos cristianos.

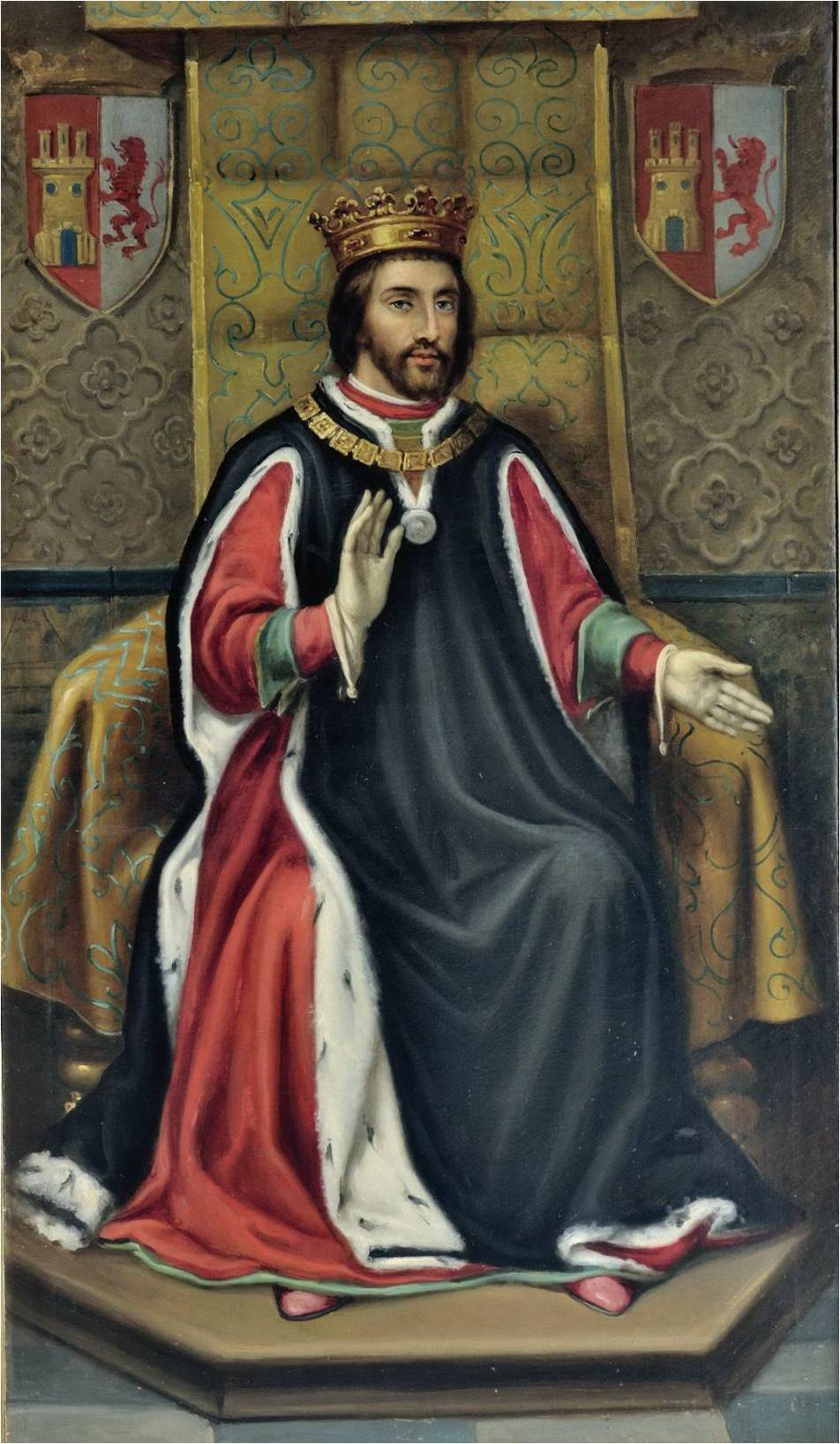
Enrique III concedió la carta de villazgo a Candeleda en 1393

El control cristiano del valle del Tajo propiciado por la conquista estratégica de Toledo en 1085 por Alfonso VI dio pie a un periodo de gran expansión del concejo de Ávila al sur del Sistema Central, ocupando buena parte del norte de las provincias actuales de Cáceres (Coria) y Toledo (Oropesa). Constituía además un límite no muy definido con el concejo cristiano de Talavera y con el territorio islámico de Trujillo en la frontera. Este territorio fue reducido posteriormente mediante la fundación y segregación de la tierra de Plasencia y, finalmente, se definió el límite meridional del alfoz abulense con la permanencia del valle del Tiétar abulense y el Campo de Arañuelo —que incluía a los actuales núcleos de Oropesa y Velada— como términos de éste al sur del Sistema Central. No fue sin embargo un periodo de crecimiento para la zona, pues el carácter fronterizo y la reconquista musulmana de Talavera en 1109 —recuperada no menos de cuatro años más tarde— no hicieron más que añadir incertidumbre al esfuerzo repoblador, centrado por aquel entonces sobre todo al norte del Sistema Central.

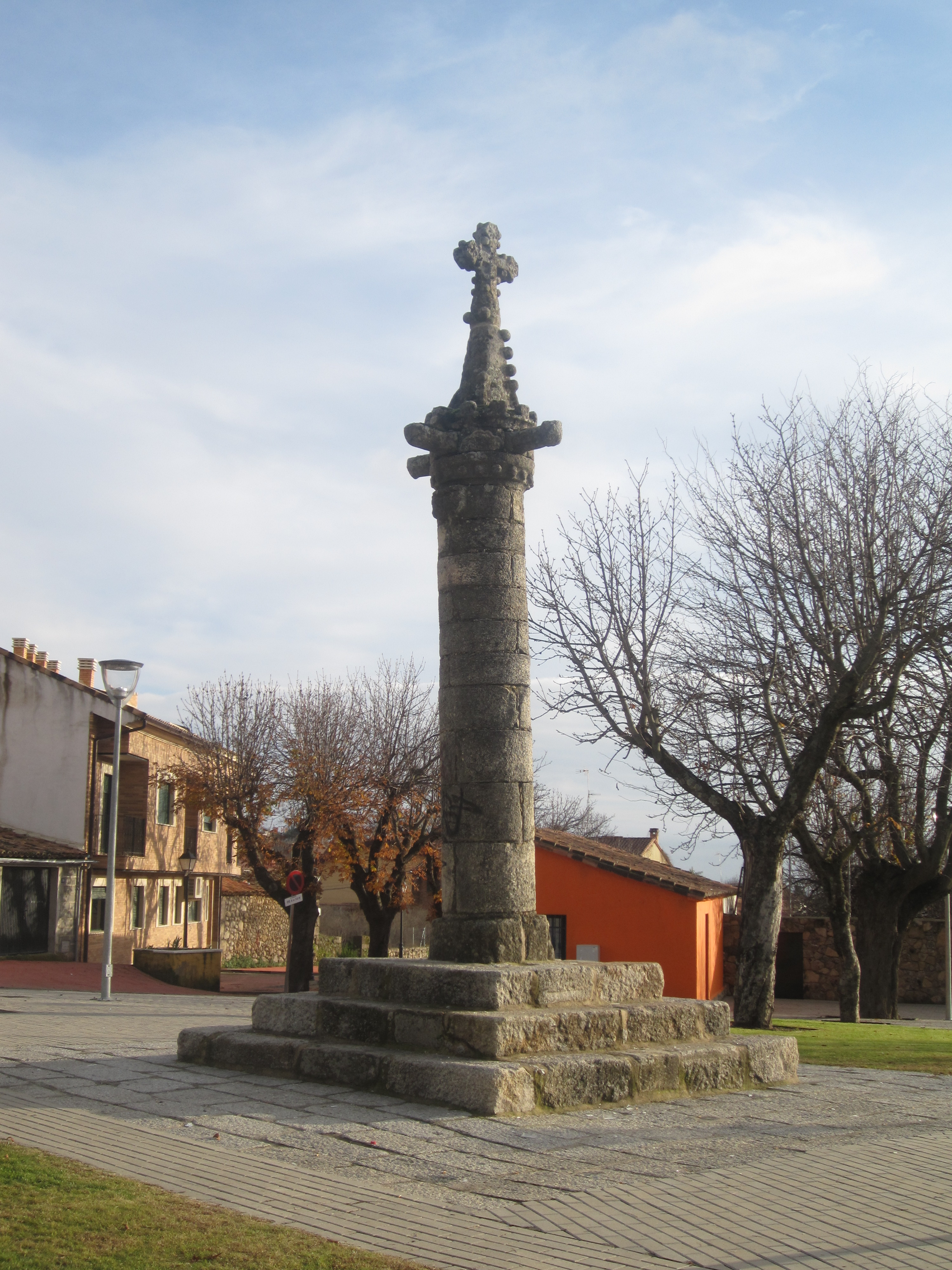
Rollo judicial de la localidad, de finales del

En un contexto de despoblación máxima de la zona del valle del Tiétar a finales del siglo XII, iniciada a raíz de la derrota de Alfonso VIII de Castilla ante el ejército almohade en la Batalla de Alarcos en 1195, Candeleda, documentada ya en 1170, desapareció, pues no figuraba entre las parroquias abulenses en el año 1250. Sin embargo ya en 1271 constó la aparición de nuevo de la población con el nombre de Candeleda. El verdadero arranque demográfico de la repoblación y la fundación de la mayoría de los núcleos de la parte meridional del alfoz de Ávila se dio a partir de 1212, con la victoria cristiana en la batalla de las Navas de Tolosa. Se produjo entonces un verdadero afianzamiento del territorio.
En los siglos XIII y XIV, al dejar la comarca de ser un territorio fronterizo, el valle del Tiétar disfrutó de una intensa repoblación, que la convirtió en una región boyante de la Corona de Castilla. Este desarrollo fue propiciado por el desarrollo de una gran variedad en la producción agrícola —frutales, olivo, vid, miel, cera, regadío, madera—, a la par que se procedió a la intensa desforestación del valle del Tiétar.
Desde la segregación de Plasencia en 1189 hasta ya entrado el siglo XV estuvo en litigio el límite occidental del concejo de Ávila —y futuro terreno del señorío de Candeleda—, pues se dirimía si su frontera con el concejo placentino alcanzaba hasta la garganta de Chilla o hasta la de Alardos. La segregación de Candeleda y de otros núcleos en el valle del Tiétar del alfoz abulense se produjo en 1393, mediante el permiso del monarca Enrique III, que así decretó en las cortes de Madrid de ese año, entregando el señorío de éstas al noble Ruy López Dávalos. Obtuvo así Candeleda su carta de villazgo con el correspondiente reconocimiento de jurisdicción propia.
En 1423, en el reparto de los distintos señoríos de Ruy López Dávalos a raíz de su caída en desgracia un año antes, el de Candeleda fue entregado por Juan II a Pedro de Zúñiga, justicia mayor del rey. Candeleda acogió durante la Baja Edad Media una reducida comunidad judía —probablemente dependiente en algún momento de la de Oropesa— de menor importancia que la aljama de Mombeltrán, la mayor por aquel entonces del valle del Tiétar. El condado de Miranda del Castañar —que incluyó al señorío de Candeleda— se creó en 1457.

### Edad Moderna y Edad Contemporánea

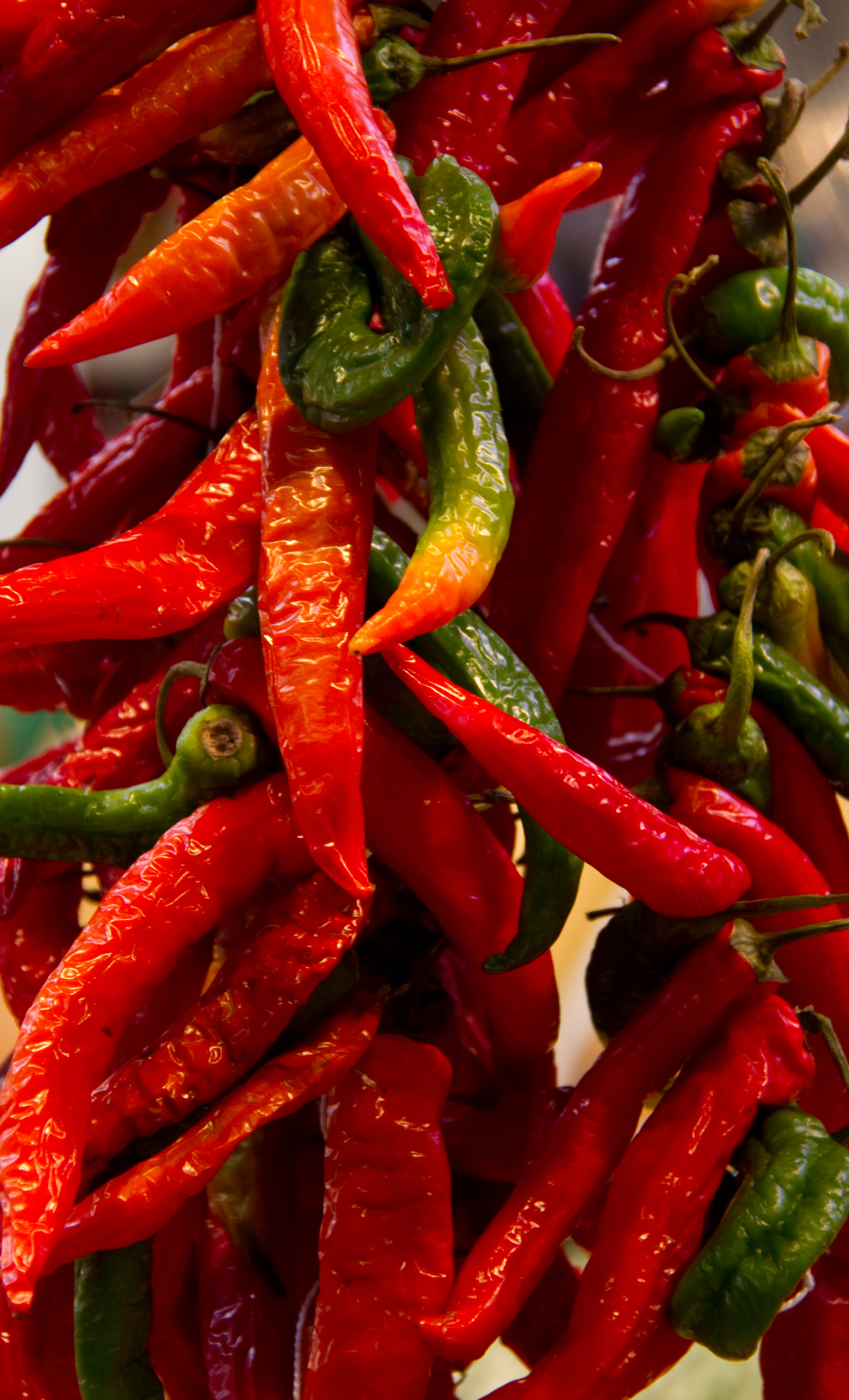
La introducción del pimiento, con unos ciclos de cultivo diferentes a los del cereal, supuso un importante cambio en la agricultura de la localidad

El cosmógrafo Fernando Colón, en su obra de 1517 Descripción y cosmografía de España, otorgaba a Candeleda una población de 300 vecinos, la cual se elevaría a 393 en el censo del año 1594. Durante esta época el Puerto de Candeleda —un paso de montaña que cruza el sistema Central— formaba parte de la cañada segoviana, sin embargo la trashumancia a través de él no era demasiado importante debido a la elevada altitud que se precisaba superar —unos 2000 m— y al complicado y poco directo acceso desde la vertiente norte.
También según Fernando Colón existía por esa época un castillo-fortaleza —edificado con gran probabilidad antes de 1463— propiedad del conde de Miranda que se ubicaría en la actual plaza del Castillo. Mucho más tarde Madoz también hizo eco de los muros de la construcción en su Diccionario Geográfico Estadístico Histórico de 1850.
En el siglo XVI Candeleda pertenecía inicialmente al estado de Miranda; a partir de 1591 a la tierra de Navamorcuende. A partir del siglo XVIII fueron introducidos en la región cultivos como la morera o nuevos vegetales llegados del continente americano, como la patata, el maíz o el pimiento. El pimiento —cultivado para producir pimentón— eventualmente sustituyó al cereal como generador de jornales. En 1752 la ciudad contaba —según el manuscrito de la renta del tabaco— con un total de 1890 habitantes.
En 1805 se efectuó el traspaso de Candeleda —junto al de otras muchas localidades— de la provincia de Ávila a la de Toledo. Con esta reorganización, todas las poblaciones del actual partido de Arenas de San Pedro pasaron a pertenecer a dicha provincia, en concreto al partido de Talavera. Durante el trienio liberal, aunque debido a la restauración de Fernando VII no tuvieran vigencia, se llegaron a definir de manera concreta y precisa los límites meridionales de la provincia de Ávila, que coincidían esencialmente con la composición del partido de Talavera citada anteriormente, tomando como frontera la sierra de Gredos y pasando por el norte de Candeleda.

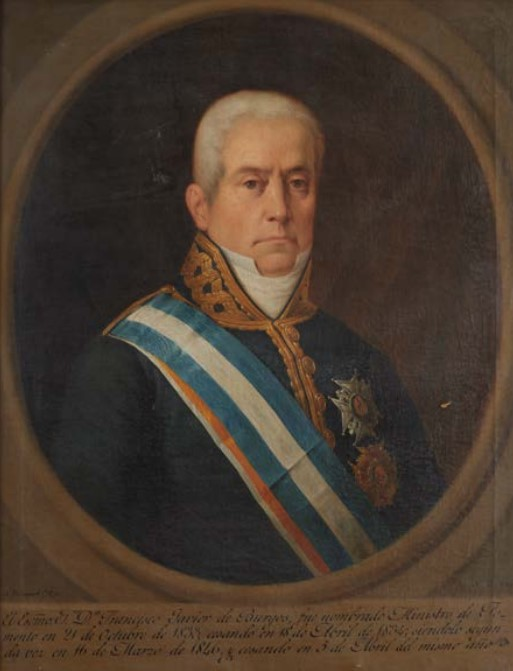
En 1833 Javier de Burgos decretó la inclusión de Candeleda en la provincia de Ávila

Fue en 1834, con la muerte de Fernando VII y la reorganización territorial del ministro Javier de Burgos, cuando Candeleda pasó a formar parte definitivamente de la provincia de Ávila junto con el resto de localidades de la comarca. En 1836, durante la Primera Guerra Carlista, la localidad sería saqueada por un grupo de partidarios de Carlos María Isidro de Borbón. Los efectos de las desamortizaciones se hicieron notar especialmente en la zona. Entre 1855 —el año de la desamortización de Madoz— y 1885 la superficie enajenada a la mancomunidad Arenas-Candeleda fue de 26 055 ha de dehesas, montes y otros terrenos que, sumados a 16 655 ha de cabida pública de los montes municipales, daban una suma total de 42 710 ha, una cifra muy elevada comparada frente a la superficie total de los municipios, que era de 50 734 ha.
El incremento poblacional entre la última parte del siglo XIX y los comienzos del siglo XX fue debido a la inmigración de pastores de ganado caprino desde Guisando hasta el término de Candeleda, en concreto en la zona de El Raso, a causa de la carestía de terrenos para el pasto cerca de Guisando. Esto también supuso un impulso para el comercio, rentas y la economía de la localidad.
A comienzos del siglo XX se construyó el Puente Viejo sobre la garganta de Santa María.
En 1905 el Ayuntamiento de Candeleda cedió parte de sus terrenos al rey Alfonso XIII para la creación del Coto Real de Gredos, quien se guardaría derechos exclusivos de caza de la Capra pyrenaica victoriae. Este coto adoptaría la designación de Coto Nacional por decreto de 10 de abril de 1932, tras la proclamación de la Segunda República Española. Según el censo de 1910, la tasa de alfabetización de la población por aquel entonces era del 25,45 %.

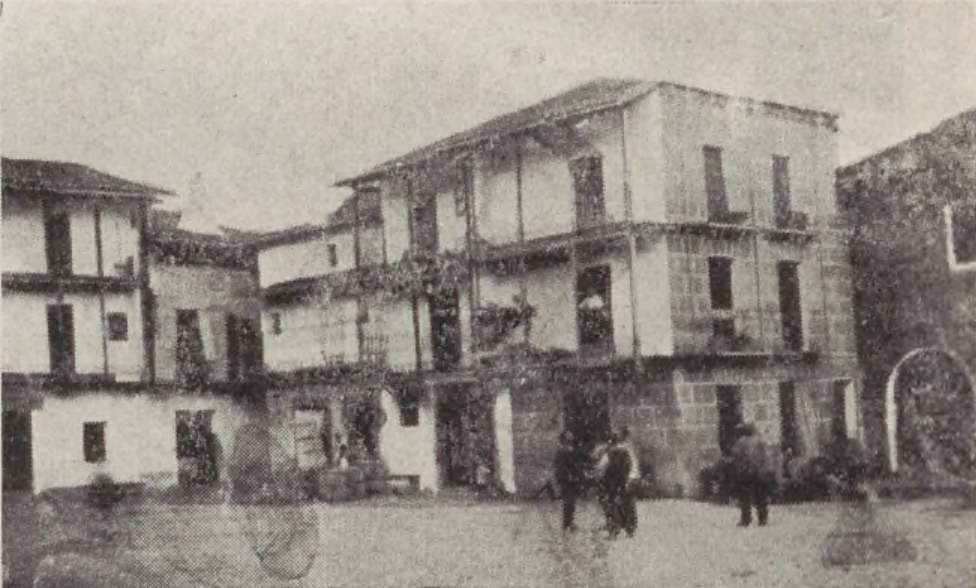
Plaza del Ayuntamiento en una fotografía publicada en 1929

Entre finales del siglo XIX y principios del siglo XX tuvo lugar —debido al peligro que suponía para los vecinos— el derribo de lo que quedaba de los muros y restos del castillo. Este proceso culminó definitivamente en 1930, con la construcción de una glorieta en el solar.
En diciembre de 1936, en los inicios de la guerra civil española, tuvo lugar un suceso brutal en Candeleda. Una escuadra falangista detuvo a tres mujeres: Pilar Espinosa, por ser lectora del periódico El Socialista; Virtudes de la Puente, por ser protestante; y Valeriana Granada, denunciada por la vecina de un pueblo de al lado, con conexiones con los falangistas, porque le había robado al marido. Las tres fueron llevadas «a declarar» ante un supuesto «tribunal», lo que en realidad era un ‘’paseo’’. Las tres fueron asesinadas de madrugada en la cuneta de una carretera. A Valeriana que estaba embarazada, los falangistas supuestamente le abrieron el vientre que, tras sacarle el feto, lo rellenaron con paja y hierba. La hija de Pilar, de catorce años, y el hijo de dos años de Valeriana salvaron la vida porque en el último momento los bajaron del camión. Los tres cadáveres estuvieron expuestos en la cuneta todo el día hasta que un vecino los enterró allí mismo.
Alrededor de 1950 la población de la sierra de Gredos alcanzó su máximo histórico, momento a partir del cual empezó a manifestarse una crisis del sistema agrario tradicional, acompañada del abandono de terrenos cultivables. Ni siquiera el cultivo del tabaco consiguió solventar esta regresión del medio rural. A partir de los años 60 toda la comarca se vería inmersa en un proceso de renovación urbana, con la irrupción de la segunda vivienda. A finales de 1993, tras una serie de procesos previos, tendría lugar la elaboración del Plan de Ordenación de Recursos Naturales (PORN) para la creación del parque regional de la Sierra de Gredos, al cual terminaría perteneciendo la zona norte del municipio candeledano. La declaración del parque —que tuvo lugar finalmente en 1996— se vio inmersa en una serie de dudas por parte de los municipios afectados, debido a las diferentes prohibiciones sobre el uso del medio natural que podía ocasionar la constitución del parque regional.
Desde el 2 de octubre de 2023 es también el nombre de la estrella Hip92178 situada en la constelación Escudo (n° reg. RE13-2923-90ES, International Star & Space Registry).

## Demografía
Candeleda cuenta con una población de 5031 habitantes (INE 2024).
| Gráfica de evolución demográfica de Candeleda entre 1842 y 2021                                                       |
| |
| Población de derecho según los censos de población del INE. Población de hecho según los censos de población del INE. |

| Entidades de población que forman el municipio de Candeleda                      |                                 |            |                 |
| Entidad de población                                                             | Coordenadas                     | Habitantes | Distancia en km |
| Candeleda                                                                        | 40°9′N 5°14′O / 40.150, -5.233  | 4484       | -               |
| El Raso                                                                          | 40°10′N 5°20′O / 40.167, -5.333 | 339        | 10,4            |
| Diseminado                                                                       | -                               | 390        | -               |
| Fuentes: Caja España: Ficha Municipal de Candeleda. Datos de 2011, Google Earth. |                                 |            |                 |

## Administración y política

### Gobierno municipal

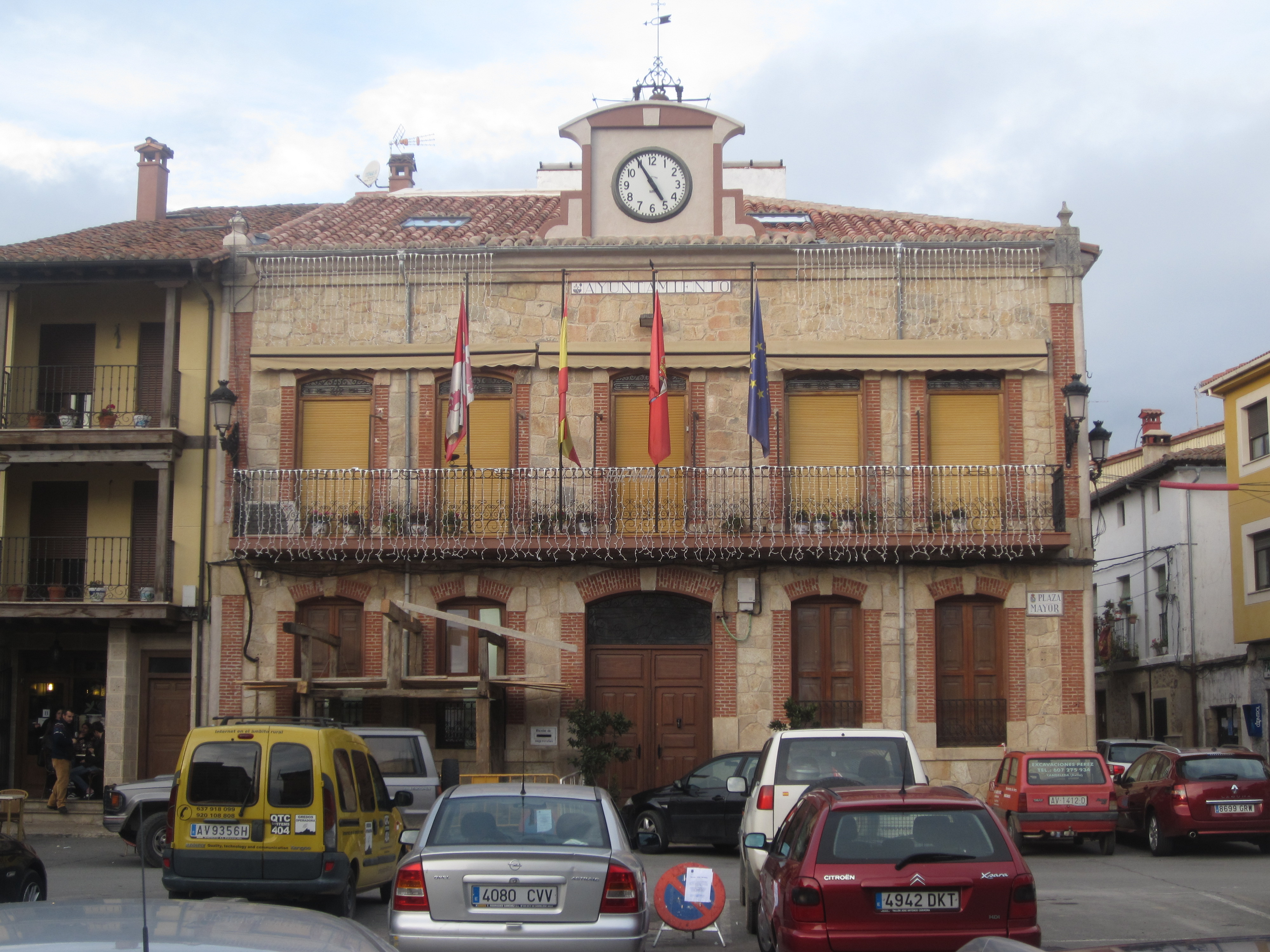
Ayuntamiento de Candeleda

Florentino Monforte Gómez, de UCD, fue investido alcalde tras las elecciones municipales de 1979 —las primeras en la vuelta de la democracia—. En el 2007 el PP se hizo con el poder municipal, con Rosa María Sánchez Infante como alcaldesa. Sin embargo en 2008, tras una moción de censura a Sánchez Infante —que tuvo éxito gracias al apoyo del concejal de Candidatura Independiente José Antonio Pérez Suárez, exalcalde años atrás del municipio y en las filas del PP hasta mayo del 2007—, la alcaldía retornaría a Miguel Hernández Alcojor, quien permanecería en el cargo hasta las siguientes elecciones municipales. En las elecciones municipales de 2011 el Partido Popular recuperó la alcaldía, con José María Monforte Carrasco al frente.
| Periodo   | Nombre                                                                      | Partido |
| --------- | --------------------------------------------------------------------------- | ------- |
| 1979-1983 | Florentino Monforte Gómez                                                   | UCD     |
| 1983-1987 | Jesús Rivera Córdoba                                                        | PSOE    |
| 1987-1991 | Jesús Rivera Córdoba                                                        | PSOE    |
| 1991-1995 | José Antonio Pérez Suárez                                                   | PP      |
| 1995-1999 | José Antonio Pérez Suárez                                                   | PP      |
| 1999-2003 | José Antonio Pérez Suárez                                                   | PP      |
| 2003-2007 | Miguel Hernández Alcojor                                                    | PSOE    |
| 2007-2011 | Rosa María Sánchez Infante (2007-2008) Miguel Hernández Alcojor (2008-2011) | PP PSOE |
| 2011-2015 | José María Monforte Carrasco                                                | PP      |
| 2015-2019 | Miguel Hernández Alcojor                                                    | PSOE    |
| 2019-2023 | Carlos Montesino Garro                                                      | PSOE    |
| 2023-act. | Carlos Montesino Garro                                                      | PSOE    |

| Partido político                                    | 2011  | 2011  | 2011       | 2007  | 2007  | 2007       | 2003  | 2003  | 2003       | 1999  | 1999  | 1999       |
| Partido político                                    | Votos | %     | Concejales | Votos | %     | Concejales | Votos | %     | Concejales | Votos | %     | Concejales |
| Partido Popular (PP)                                | 1850  | 53,04 | 8          | 1198  | 33,36 | 5          | 1537  | 43,21 | 6          | 1714  | 48,93 | 7          |
| Partido Socialista Obrero Español (PSOE)            | 1136  | 32,57 | 4          | 1591  | 44,31 | 6          | 1342  | 37,73 | 5          | 110   | 3,14  | 0          |
| El Partido de Castilla y León - CI (PCAL-CI)        | 446   | 12,79 | 1          | -     | -     | -          | -     | -     | -          | -     | -     | -          |
| CI - El Partido de Castilla (CICL)                  | -     | -     | -          | 680   | 18,94 | 2          | -     | -     | -          | -     | -     | -          |
| Centro Independiente de Candeleda y el Raso (CICYR) | -     | -     | -          | 86    | 2,39  | 0          | 289   | 8,12  | 1          | -     | -     | -          |
| Independientes de Candeleda (IC)                    | -     | -     | -          | -     | -     | -          | 343   | 9,64  | 1          | 548   | 15,64 | 2          |
| Socialistas Renovadores de Candeleda (SRC)          | -     | -     | -          | -     | -     | -          | -     | -     | -          | 967   | 27,6  | 4          |
| Izquierda Unida (IU)                                | -     | -     | -          | -     | -     | -          | -     | -     | -          | 121   | 3,45  | 0          |

| Partido político                             | 1995  | 1995  | 1995       | 1991  | 1991  | 1991       | 1987  | 1987  | 1987       | 1983  | 1983  | 1983       | 1979  | 1979  | 1979       |
| Partido político                             | Votos | %     | Concejales | Votos | %     | Concejales | Votos | %     | Concejales | Votos | %     | Concejales | Votos | %     | Concejales |
| Partido Popular (PP)                         | 1574  | 44,72 | 6          | 1620  | 46,82 | 6          | -     | -     | -          | -     | -     | -          | -     | -     | -          |
| Partido Socialista Obrero Español (PSOE)     | 976   | 27,73 | 4          | 1230  | 35,55 | 5          | 1554  | 44,72 | 6          | 1508  | 47,8  | 7          | 566   | 20,78 | 3          |
| Agrupación Independiente de Ávila (AIAV)     | 726   | 20,62 | 3          | -     | -     | -          |       | -     | -          | -     | -     | -          | -     | -     | -          |
| Centro Democrático y Social (CDS)            | 127   | 3,61  | 0          | 585   | 16,91 | 2          | 863   | 24,83 | 3          | 157   | 4,98  | 0          | -     | -     | -          |
| Izquierda Unida (IU)                         | 82    | 2,33  | 0          | -     | -     | -          | -     | -     | -          | -     | -     | -          | -     | -     | -          |
| Alianza Popular (AP)                         | -     | -     | -          | -     | -     | -          | 1031  | 29,67 | 4          | 1409  | 44,66 | 6          | -     | -     | -          |
| Partido Comunista de España (PCE)            | -     | -     | -          | -     | -     | -          | -     | -     | -          | 81    | 2,57  | 0          | 246   | 9,03  | 1          |
| Unión de Centro Democrático (UCD)            | -     | -     | -          | -     | -     | -          | -     | -     | -          | -     | -     | -          | 1136  | 41,7  | 6          |
| Coalición Democrática (CD)                   | -     | -     | -          | -     | -     | -          | -     | -     | -          | -     | -     | -          | 505   | 18,54 | 2          |
| Agrupación Independiente de Electores (AIDE) | -     | -     | -          | -     | -     | -          | -     | -     | -          | -     | -     | -          | 271   | 9,95  | 1          |

### Pedanías
El Raso es una pedanía situada en la parte occidental del término municipal a 10 km del núcleo urbano de Candeleda y a 720 m de altitud. Según el INE, en 2011 tenía una población de 482 personas. Fue fundado en 1934 como poblado dedicado a la explotación extensiva del ganado caprino en la ladera sur de la Sierra de Gredos, a raíz de la construcción de una escuela en el núcleo. Actualmente la localidad se dedica a la ganadería del caprino, la agricultura y al turismo rural. Su patrón es Santiago Apóstol, celebrándose sus fiestas con vaquillas, toros de fuego y bailes populares cada 25 de julio.

### Polémicas

#### Urbanización cancelada Candelas de Gredos
Con la intención de construir una nueva urbanización, la empresa Dávila Monteblanco adquirió entre 1999 y 2001 27 hectáreas del área de Navalpilón, paraje colindante al parque regional de la Sierra de Gredos, zona de especial protección para las aves, a unos dos kilómetros al norte del núcleo de Candeleda. De estas hectáreas, 16 estaban catalogadas como de protección cultural por los yacimientos visigodos soterrados bajo estos terrenos, además de considerarse de protección especial por su valor paisajístico y natural. El 20 de octubre de 2001 el entonces alcalde del PP, José Antonio Pérez Suárez, aprobó una modificación de las normas urbanísticas por las que se recalificaron las 27 hectáreas compradas a 1,49€ el metro cuadrado y pasaron de ser suelo rústico a urbanizable.
Más tarde, el 9 de octubre de 2006 la Comisión Territorial de Urbanismo de Ávila aprobó el plan definitivo 'Plan Parcial Zona Norte Camino de La Raya'. Esto ocurrió después de que la Consejería de Urbanismo de la Junta de Castilla y León, al ser contactada por Juan Carlos Jiménez Hernández, propietario de la constructora Dávila Monteblanco, retirara todas las competencias al Ayuntamiento sobre el plan parcial de Navalpilón alegando ‘inactividad’ y ‘perjuicio público’ del alcalde electo en el 2003, Miguel Hernández del PSOE, que no incluyó la aprobación definitiva del plan parcial en los órdenes del día, aunque tampoco llevó el plan a los Tribunales. La urbanización consistiría en 431 chaléts y un hotel de 200 habitaciones.
Esta urbanización rápidamente suscitó críticas entre expertos y vecinos del pueblo. La ubicación de la urbanización en plena sierra de Gredos y muy cerca del parque regional se temía que fuera perjudicial para el ecosistema y protección de dicho parque. También suscitó polémica el tamaño desproporcionado de la urbanización, que añadiría de golpe de 1 000 a 2 000 personas al censo de Candeleda (el cual durante las últimas décadas ha permanecido estable en unos 5000 habitantes). Pero sobre todo la urbanización fue criticada por la concesión de agua que se le asignó, cuota la cual superaba con creces la cantidad de agua que el núcleo de Candeleda ya hacía uso por lo que dicha nueva concesión no se ajustaba a los recursos finitos y limitados de agua que la Garganta de Santa María ofrecía (como más tarde judicialmente se demostró). El plan para la construcción de esta urbanización fue considerada por muchos como un pelotazo urbanístico típico de la burbuja inmobiliaria del momento.
Otros vecinos creían que el proyecto sería beneficioso para el pueblo ya que ofrecería trabajo durante la construcción y ejecución de la urbanización, y más impuestos serían recaudados debido a la mayor población y actividad económica. Debido a la construcción del hotel se ofrecerían más facilidades para los turistas, lo cual también se argumentaba el turismo ayudaría a la economía del pueblo.
La Plataforma Contra La Especulación Urbanística y Medioambiental de Candeleda fue creada por candeledanos y afines al pueblo que veían en riesgo la sostenibilidad medioambiental del pueblo, de la sierra de Gredos y del entorno y sus recursos naturales. La plataforma organizó varias manifestaciones en contra de la urbanización y tuvo aparición en medios de comunicación para dar a conocer la polémica. La plataforma presentó más de ocho mil firmas contra el proyecto, organizó tres manifestaciones de más de dos mil personas y paralizó las obras de captación de agua por presión vecinal a base de rodear de gente a las máquinas durante varios días en mayo de 2008.
La plataforma interpuso varios recursos judiciales los cuales al ser resueltos al cabo de unos años hicieron impracticable la construcción de la urbanización:
- En noviembre de 2009 el Juzgado de lo Contencioso Administrativo número 1 de Ávila obligó a la promotora Dávila Monteblanco «a llevar a cabo y costear los preceptivos estudios arqueológicos, trabajos obligados y previos que deben efectuarse antes de intentar construir las viviendas sobre el yacimiento medieval de El Nebral», gastos que la promotora no quiso hacerse cargo.[96]

- En marzo de 2010 el TSJ de Madrid anulaba la concesión de agua otorgada por la Confederación Hidrográfica del Tajo al proyecto puesto que el agua asignada a la nueva urbanización dejaría sin este recurso al núcleo de Candeleda.[97]

- En marzo de 2011 el TSJ de Castilla y León declara nula la aprobación del Plan Parcial de la urbanización de Candeleda ya que en este plan aparecían 226 chalets cuando en realidad Dávila Monteblanco pretendía construir 431. Además, el estudio de impacto ambiental estaba hecho sobre el plan inicial de 226 chalets y no con el final de 431.[98]

- En febrero de 2014 el TSJ de Castilla y León declara nulo el Plan Parcial Zona Norte Camino de La Raya aprobado por la Comisión Territorial de Urbanismo de Ávila en octubre de 2006. Lo que quiere decir que la recalificación de terreno rústico a urbanizable del paraje de Navalpilón no tiene efecto.[99]

Al final la única fase iniciada pero no acabada fue la construcción del depósito de agua en mayo de 2008 que abastecería la urbanización. Se llevó a cabo una tala de árboles y movimiento de tierras en un área del paraje de Navalpilón.

#### Privatización del agua
A finales del 2012 el Ayuntamiento gobernado por mayoría absoluta del PP y liderado por el alcalde José María Monforte inicia el proceso de la privatización de la gestión del agua del pueblo. Cinco empresas se presentan al concurso público: Aquagest, Valoriza, Improcosa, Aqualia y Exman. La ganadora fue finalmente Aqualia (perteneciente a la constructora FCC) que se convierte en la responsable de la gestión indirecta del servicio municipal de aguas de Candeleda durante los próximos treinta años, según acordó el Ayuntamiento en la Junta de Gobierno Local celebrada el jueves 7 de marzo de 2013 y cuyo anuncio de adjudicación fue publicado el siguiente lunes en el Boletín Oficial de la provincia de Ávila. El contrato administrativo de concesión de la gestión incluye tanto el abastecimiento de agua potable como el alcantarillado y la depuración y contempla una inversión por parte de la adjudicataria de 700 000 euros más IVA y cualquier coste que no corresponda estrictamente a la ejecución material, así como un canon anual variable de 0,04 euros por metro cúbico de agua facturado, considerando que en los mínimos se facturan 70 metros cúbicos semestrales. El 75% de la inversión deberá ejecutarse en los dos primeros años y el resto antes del quinto.
La misma plataforma que se opuso a la urbanización Candelas de Gredos organizó un nuevo frente para intentar parar la decisión.
Durante el concurso público para la adjudicación del contrato de la gestión del agua la empresa aspirante Inprocosa impugno el proceso alegando que uno de los ingenieros designados para puntuar las ofertas trabajó para Aqualia. Finalmente la impugnación no tuvo éxito.

## Economía
El principal sector económico del municipio es el terciario (56,3 % de los trabajadores en 2011) con una gran importancia del turismo. En 2011, en plena crisis económica, el número total de parados era de 512 personas (15,5 % sobre la población activa).

### Sector primario

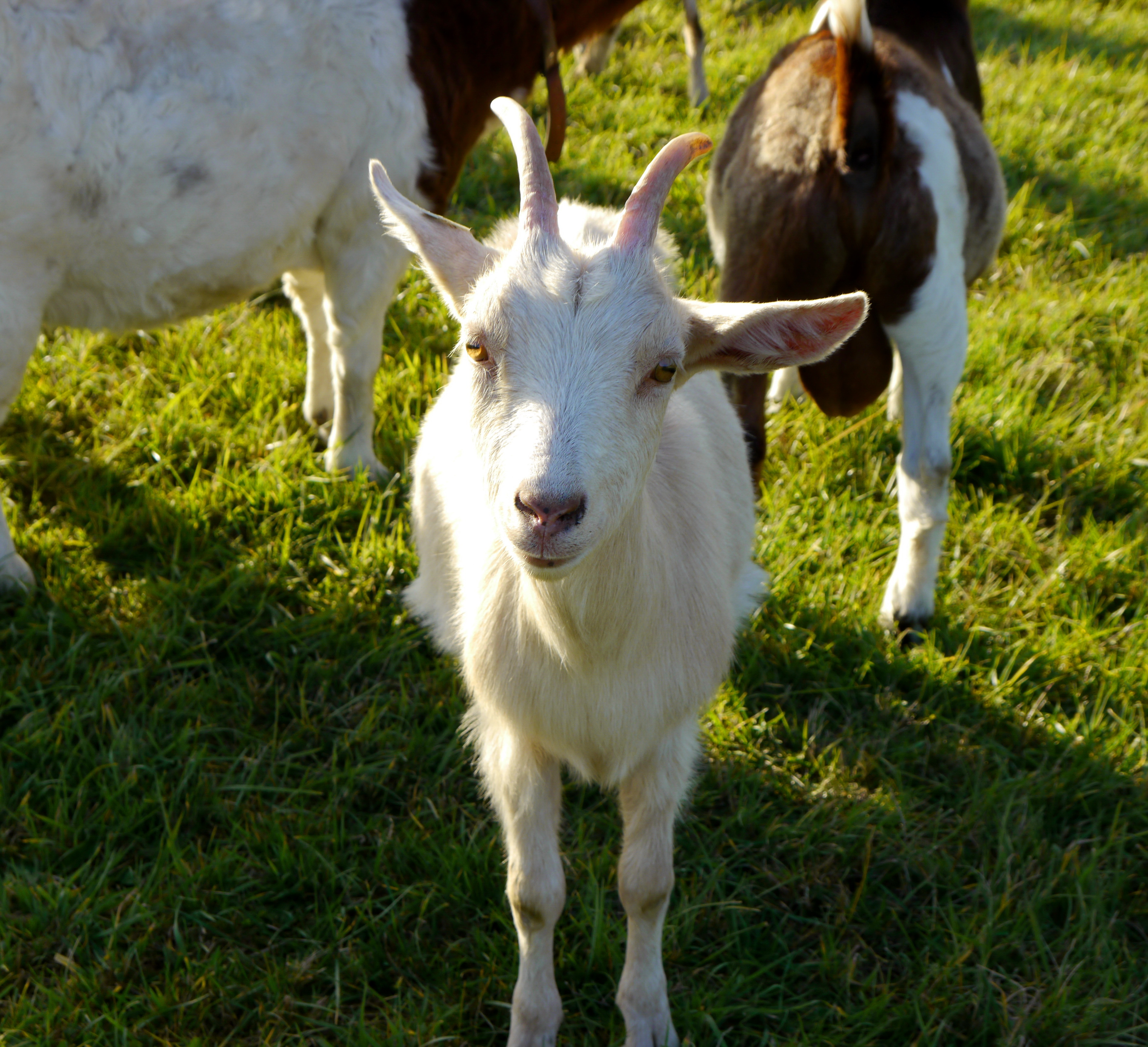
Ejemplar de cabra doméstica

En el 2007, el sector primario (agricultura y ganadería) ocupaba el 19,9 % de la población activa. El 64,2 % de la superficie de las explotaciones agrícolas y ganaderas (13737,3 ha) se dedicaba a los pastos. Un 4,2 % de las explotaciones (899,4 ha) se dedicaba a cultivos leñosos, siendo el 50,3 % de éstos olivares (452,2 ha) y el 49,3 % (442,9 ha) frutales. El 13,8 % de las explotaciones (2960,6 ha) eran especies forestales.
La ganadería tiene gran importancia en la localidad. Candeleda es el primer municipio de la provincia de Ávila y uno de los más importantes de España en número de cabezas de ganado caprino. Las 22 000 cabras del municipio dan trabajo a 130 familias y generan actividad económica alrededor de la producción de queso de cabra, fresco, curado y semicurado.
El término municipal está comprendido dentro del área de la denominación de origen de la Carne de Ávila, la carne vacuna de la especie Avileña-Negra ibérica.

### Sector secundario
El sector secundario, sobre todo si se excluye a la construcción, no tiene una gran importancia en el tejido productivo. En 2007, en pleno auge de la burbuja inmobiliaria, la construcción ocupaba al 21,6 % de los trabajadores. En ese mismo periodo la industria concentraba al 6,6 % del mercado laboral.

### Sector terciario

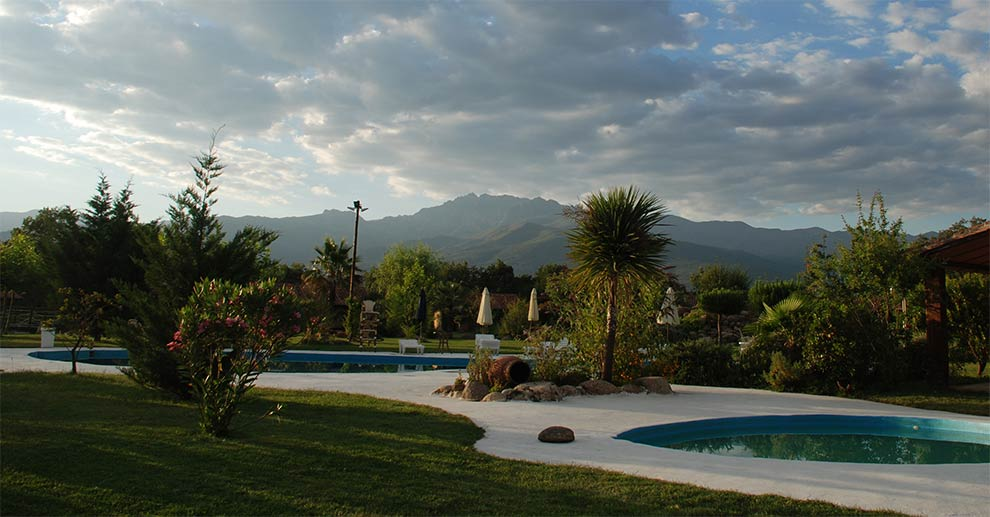
Establecimiento de turismo rural en el término municipal

Es el principal sector económico del municipio ocupando el 56,3 % de los trabajadores, con una gran importancia del turismo. En 2011 el municipio (incluyendo el núcleo de Candeleda, El Raso y áreas diseminadas) contaba con 158 establecimientos comerciales, 25 restaurantes, 71 bares, 5 bancos o cajas de ahorro, 3 farmacias, 3 gasolineras y 10 hoteles u hostales.
El turismo rural es el sector que más ha crecido en las últimas décadas. En 1990 ya se estimaban en 100 000 los visitantes anuales a la comarca del valle del Tiétar, mayormente procedentes de Madrid. El municipio se ha dotado de un buen número de establecimientos reglados para alojar al turismo, ya sea alojamiento hotelero (7 establecimientos y 154 plazas) o casas rurales (146 plazas). Además, Candeleda reúne más de la mitad de empresas —9 sobre un total de 15— de turismo activo de la comarca, entre los que se incluye el turismo ecuestre y el turismo social o de campamentos. Es importante también el sector inmobiliario en cuanto a la segunda residencia, aunque menor que en los municipios más orientales del valle del Tiétar abulense, más cercanos a la Comunidad de Madrid.

## Servicios

### Educación y cultura

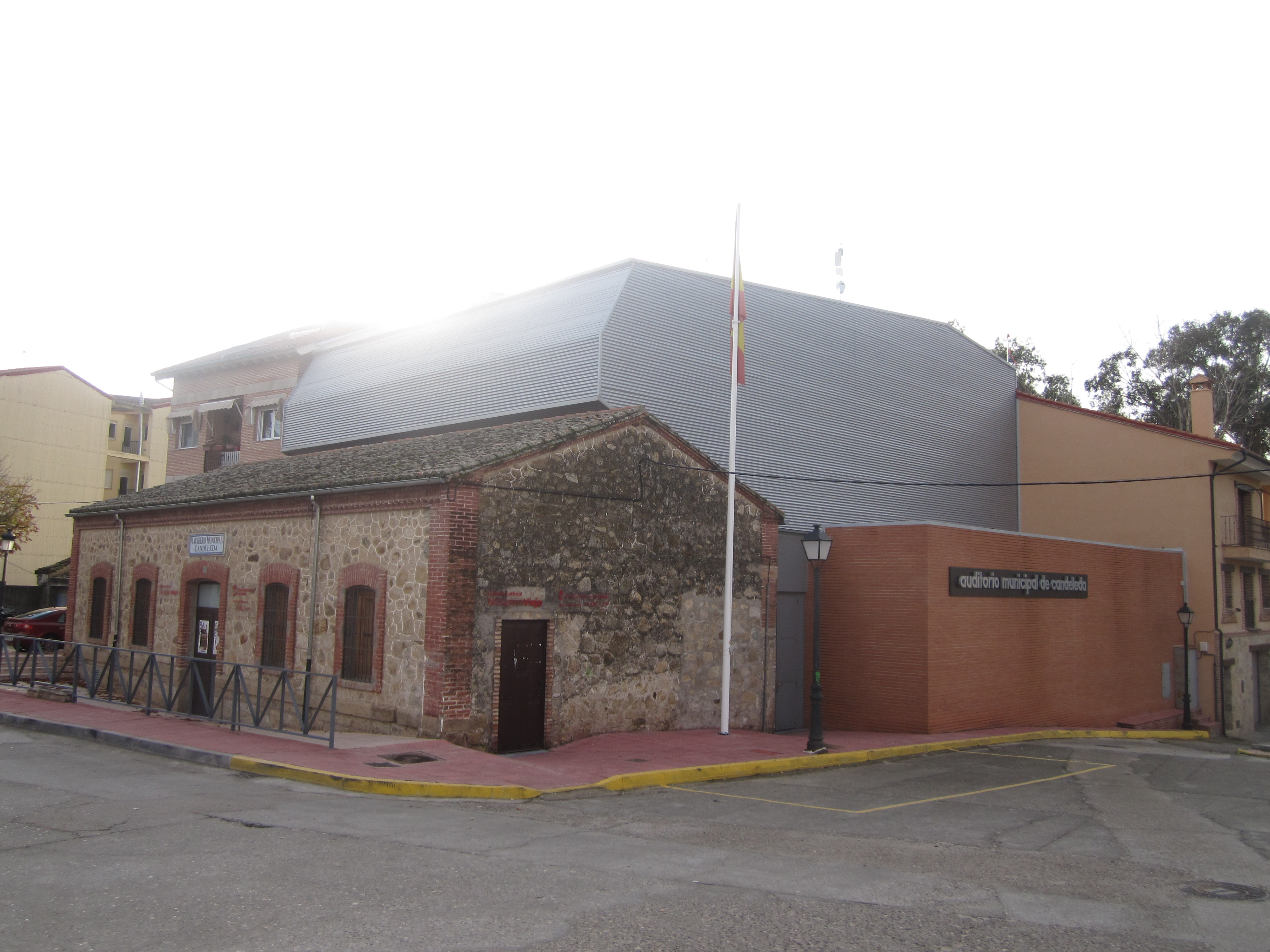
Auditorio Municipal

En el nivel educativo infantil y primario, el municipio cuenta con el Colegio Público Almanzor, en el núcleo urbano, y con el Colegio Rural Agrupado Vetonia, en El Raso. Para educación secundaria el pueblo dispone del IES Candavera, en el núcleo urbano.
Candeleda cuenta con una biblioteca municipal de dos plantas, con servicio de préstamo de libros, hemeroteca, sala de lectura y puestos de acceso a internet. Está ubicada en la calle Camilo José Cela junto a la plaza del Castillo.
El municipio dispone de un auditorio municipal situado en el área de La Cañada. Abierto en diciembre del 2010 e inaugurado oficialmente en marzo de 2011, tiene una sala principal de 310 asientos, y otras dos salas más pequeñas, una de ellas usada para ensayos. La construcción del auditorio tuvo un coste total de unos 570 000 €. El edificio rústico que constituye la entrada y vestíbulo era antiguamente un matadero, como se puede apreciar en el cartel original que ha sido mantenido en la construcción del auditorio.

### Sanidad
Candeleda cuenta con un centro de salud gestionado por la Sanidad de Castilla y León (Sacyl). Hay firmados varios convenios con la Junta de Comunidades de Castilla-La Mancha para la asistencia a la población de la zona por parte del hospital de Talavera de la Reina (Toledo) en casos de urgencias, partos, hospital de día oncológico y consultas externas en las especialidades de neurología, endocrinología, reumatología y oncología médica.

### Deporte
Candeleda dispone de un polideportivo municipal cubierto junto al IES Candavera.
A 2,7 km al oeste del núcleo urbano se encuentra el estadio municipal «El Llano», llamado así por el mismo nombre de su ubicación. Es un campo de fútbol de césped artificial, con dimensiones 103x68 m y gradas cubiertas con capacidad para unas 500 personas. En él compite el Club Atlético Candeleda, equipo de la localidad que milita actualmente en la Primera División Regional Aficionados de Castilla y León. El club dispone de cinco categorías diferentes; aficionado o sénior, juvenil, cadete, infantil y alevín. Junto al estadio municipal se encuentra el camping municipal, que cuenta con una piscina climatizada.
El municipio cuenta también con un campo de golf situado 7 km al oeste del núcleo urbano.

## Patrimonio
- Castro del Raso

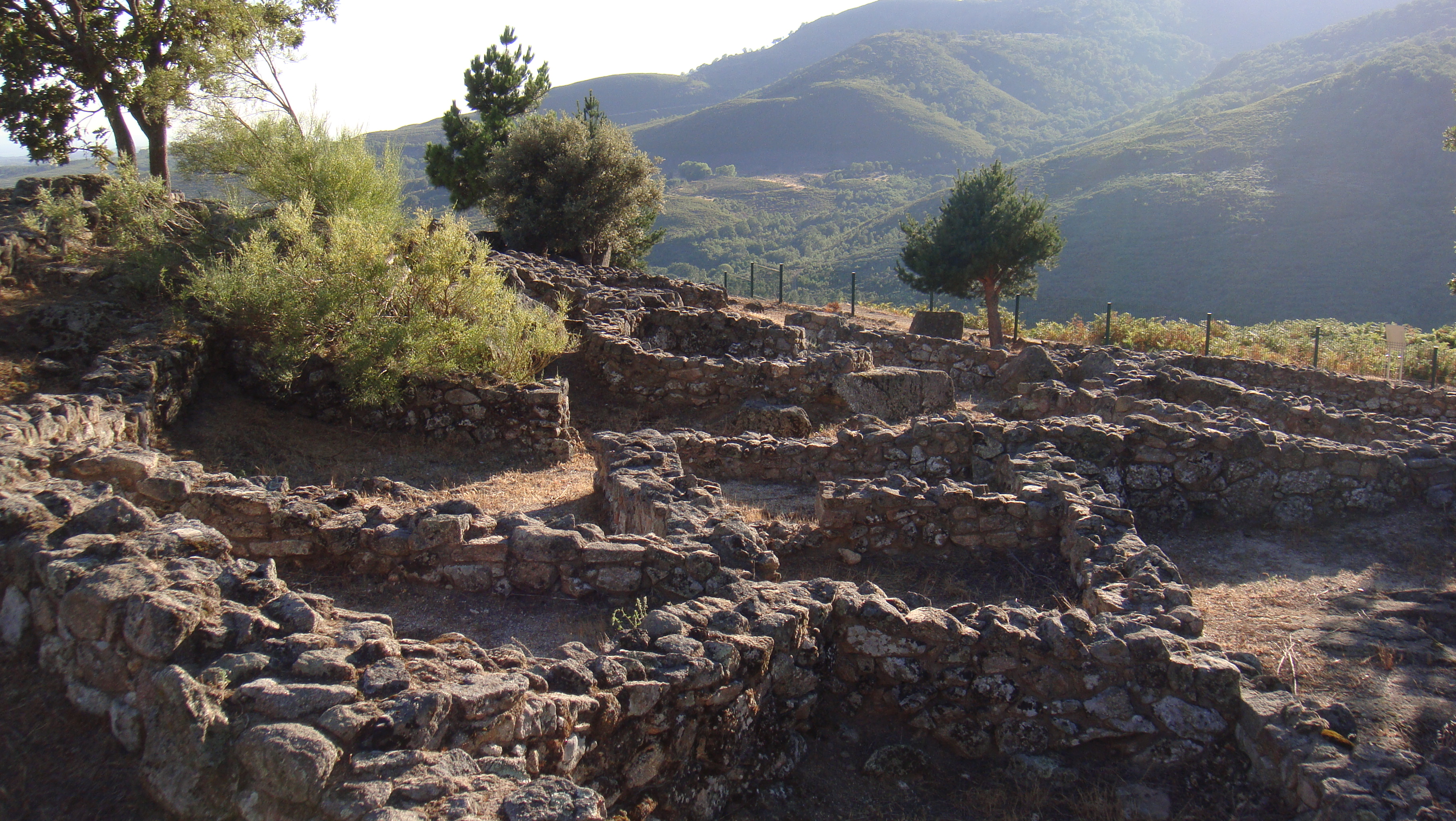
Castro del Raso

El castro de El Raso es un asentamiento vetón situado en el municipio, concretamente en una zona denominada "El Freíllo", próxima a la pedanía de El Raso. Consta de varios recintos amurallados —de una longitud total de 1800 m y una anchura media de 2 a 3 m— que abarcan una superficie total de unas 20 ha.
El castro fue fundado en el siglo III a. C. o a finales del siglo II a. C., fue abandonado a mediados del siglo I a. C. y su final estuvo relacionado con la conquista de los romanos de la zona, en tiempos de Julio César. Parte de los hallazgos arqueológicos encontrados se encuentran en el Museo de Ávila. Fue declarado como Bien de Interés Cultural el 29 de abril de 1994.

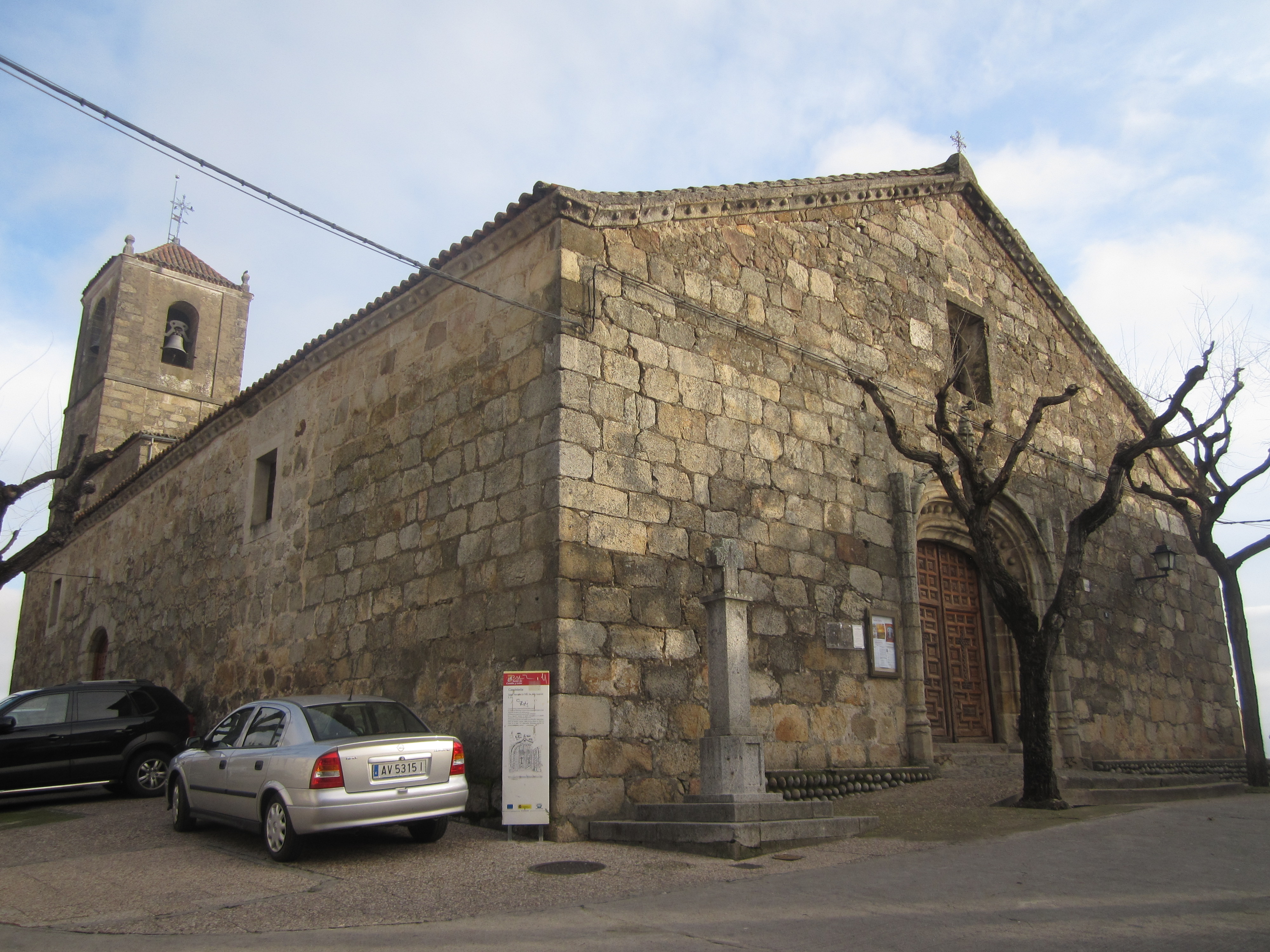
Iglesia de Nª Sra. de la Asunción

- La iglesia de Nuestra Señora de la Asunción

La iglesia parroquial, de estilo gótico rural, data del siglo XV. Destaca su vestíbulo en forma de bóveda de cañón y el ábside de la capilla mayor. El edificio fue declarado Bien de Interés Cultural en la categoría de monumento el 30 de noviembre de 1991. El retablo principal de la iglesia es obra de Juan de Águila y Pedro del Pozo.
- Puentes del Puerto y Romano

El puente del Puerto es de origen medieval y es también conocido con el nombre de «Puente Viejo». Se encuentra situado fuera de la localidad, en la «Trocha Real», una antigua senda trashumante que asciende hasta el puerto de Candeleda. Existe además otro puente, conocido con el nombre de «Puente Romano», que se encuentra en la garganta de Alardos, divisoria de los términos municipales de Madrigal de la Vera y Candeleda.

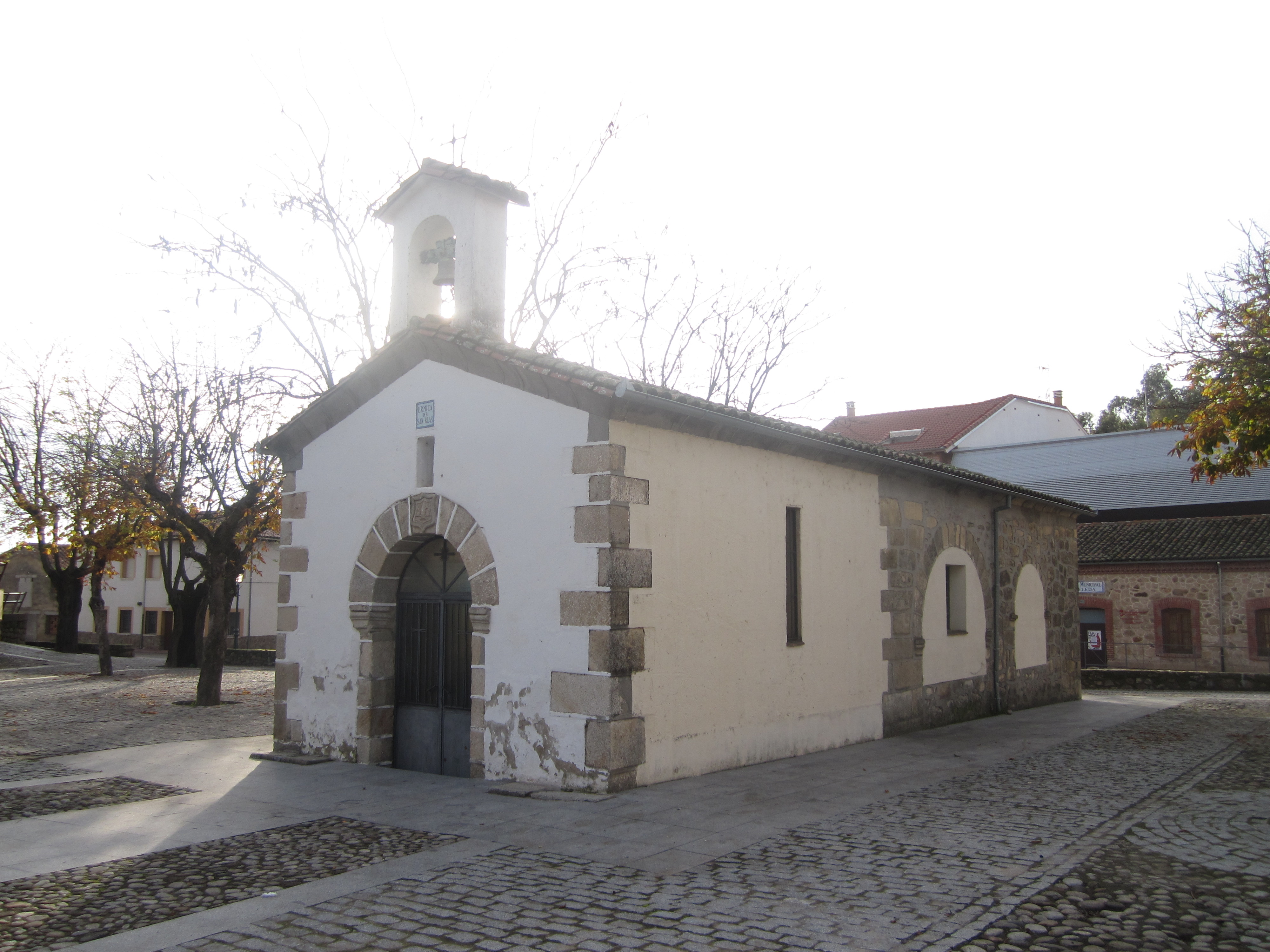
Ermita de San Blas

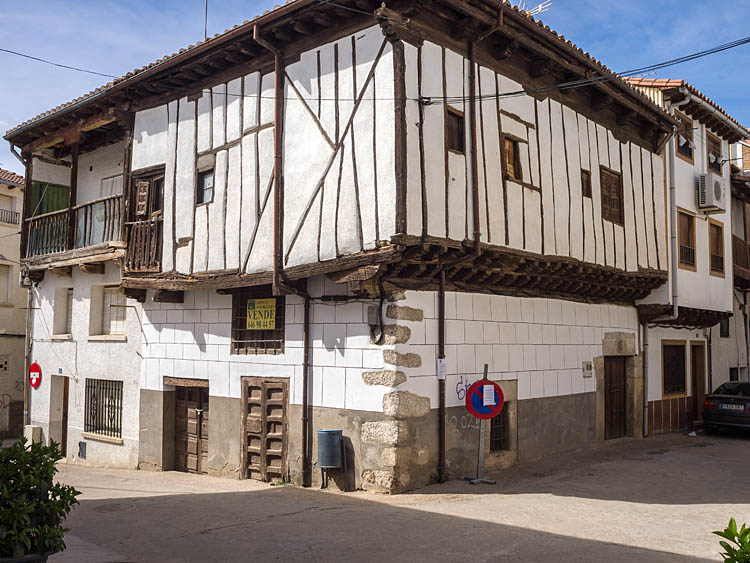
Arquitectura popular

- La ermita de San Blas o del Cristo de la Cañada

Está situada en el parque de la Mesta. En ella se guardan los restos del monje San Bernardo de Candeleda desde 1887. Su época de construcción no se ha concretado pero se sabe que guarda relación con las rutas de trashumancia a través del puerto de Candeleda y que es posible que sea la construcción cristiana más antigua de la localidad. Fue remodelada en el siglo XVIII y posteriormente se realizaron dos ampliaciones en los siglos XIX y XX.
- El rollo judicial

Celebra la concesión del privilegio de Villa a Candeleda en 1393 por el rey Enrique III el Doliente. Fue sin embargo construido a finales del siglo XV. Precedente de las picotas hermanas de Arenas de San Pedro y de Mombeltrán, consta de una basa cuadrada, un fuste de 10 tambores de granito de 2,80 m de altura y un capitel decorado con un anillo de bolas sobre el que reposa una cruz. Presenta dos escudos de armas de Diego López de Zúñiga, que están acompañados del relieve de un Rub el Hizb.
- Ayuntamiento

En 1911 comenzaron las obras de reparación de la antigua casa consistorial, que a finales del siglo XIX se encontraba en pésimo estado de conservación. Estas se prolongaron hasta el 10 de mayo de 1914, con un coste de 62503,14 pesetas. El acabado de la apariencia externa del nuevo edificio refleja la influencia del neomudéjar madrileño, de manera idéntica a la del edificio del Matadero Nuevo (de la Cañada), construido con los mismos materiales, hoy centro cultural.

## Cultura

### Museos

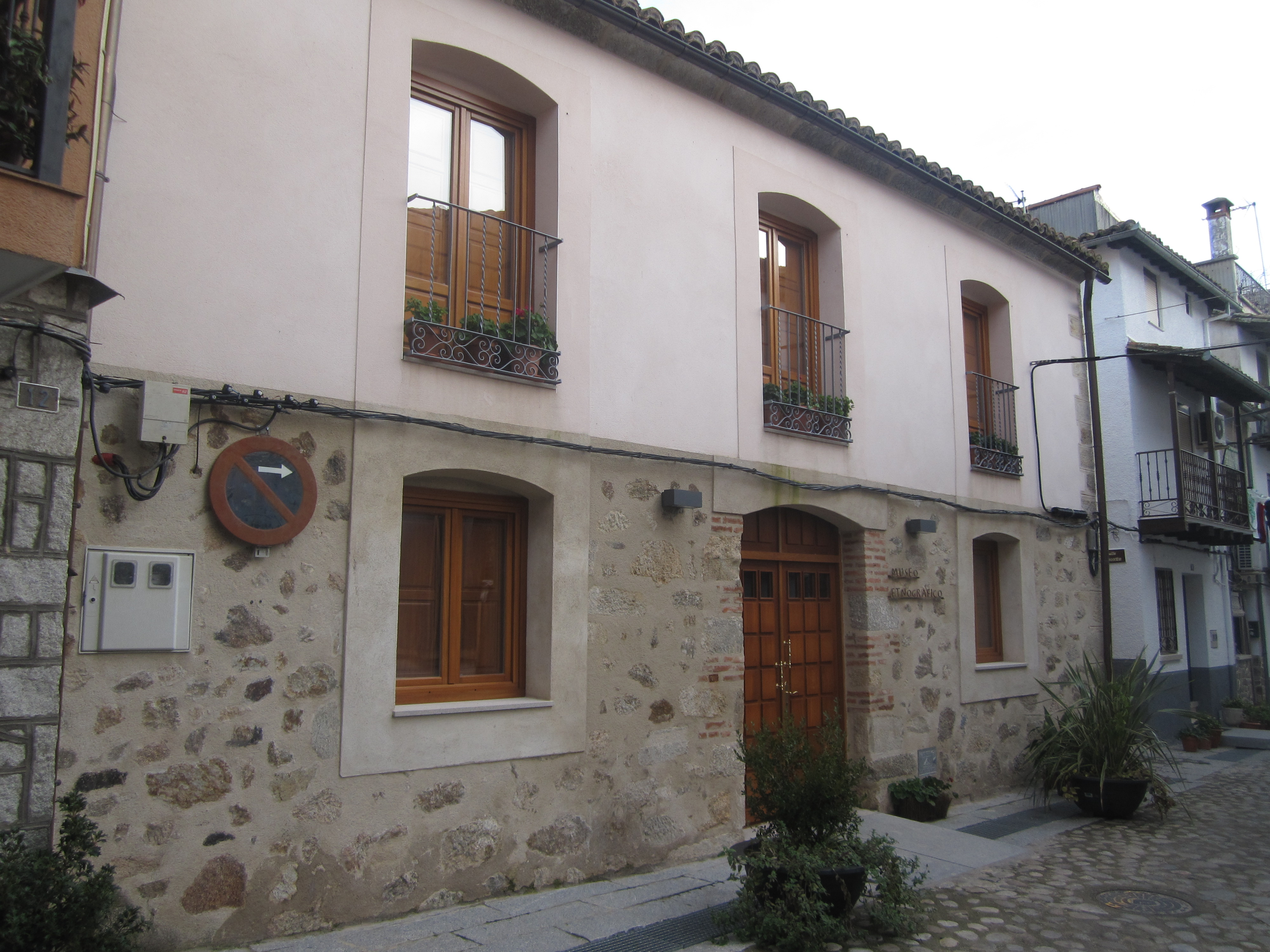
Museo etnográfico

- Museo Etnográfico o Museo Histórico Municipal

El museo, ubicado en un inmueble de la calle Corredera que en otros tiempos albergó la escuela municipal o un dispensario antipalúdico, cuenta con dos plantas de 100 m² cada una, que muestran tres exposiciones diferentes, dos de ellas itinerantes (en 2012 «Candeleda, una visita real» y «Celtas en el Sur de Gredos») y la restante permanente, de carácter etnográfico donde se puede ver un escudo municipal del siglo XVI, así como objetos cedidos por vecinos, como dos piedras de molino de la Edad de Hierro o un almirez de boticario. El museo, que abrió en abril de 2012, tuvo una inversión de 377 000 €.
- Casa de la Judería

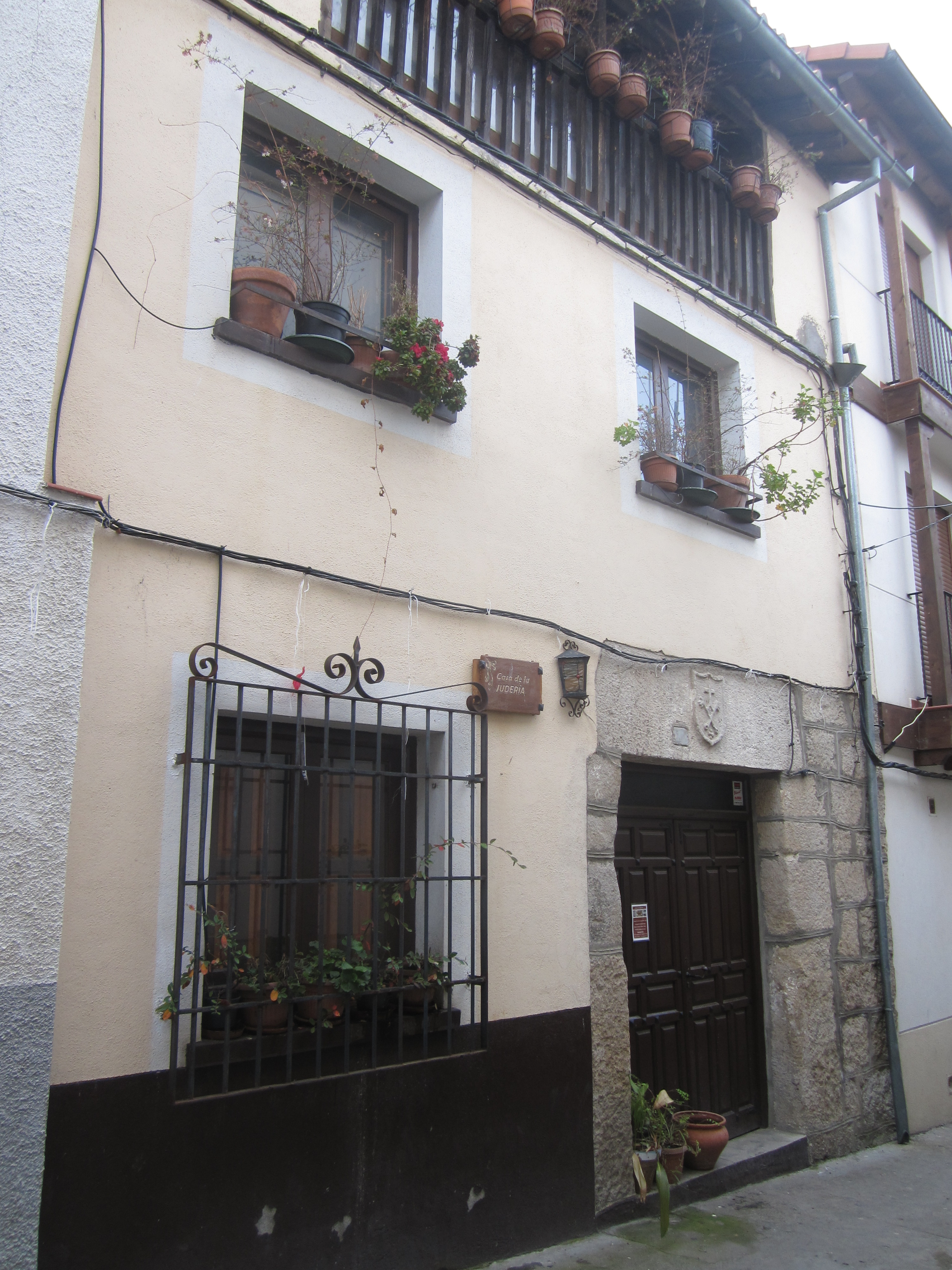
Casa de la Judería

La Casa de la Judería es un pequeño museo y espacio cultural cuya finalidad es dar a conocer la historia y cultura de Candeleda, además de su gastronomía tradicional. En sus espacios se desarrollan exposiciones de pintura, fotografía, escultura y demás artes plásticas. La que fue sede de la Inquisición durante los años en que la misma permaneció en el pueblo, abrió como museo en la calle de la Amargura en agosto de 2010.
- Museo del Juguete de Hojalata «Casa de las Flores»

Museo que alberga más de 2000 piezas de juguetes de hojalata. Está situado en una de las construcciones tradicionales más llamativas de la localidad en la plaza Mayor del pueblo. Se trata de una vivienda con una característica fachada con balcones repletos de macetas, cuya construcción original data de 1862.
- Vado de los Fresnos

Se trata de un centro de recuperación y rehabilitación de especies animales en régimen de semi-libertad que está situado en la ribera del embalse de Rosarito.